# Enceinte (audio)
Pour les articles homonymes, voir Enceinte.

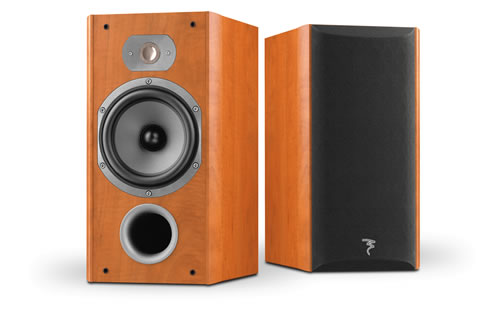
Paire d'enceintes acoustiques de type bibliothèque, de la marque française Focal JMlab.

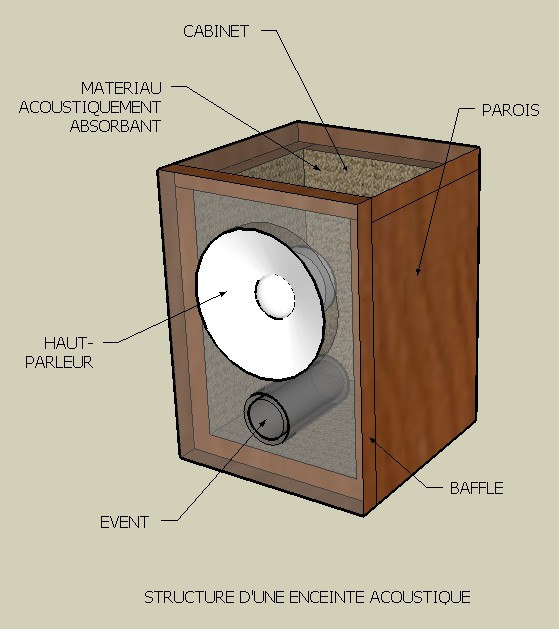
Structure d'une enceinte acoustique basique.

Une enceinte est un coffret comportant un ou plusieurs haut-parleurs, permettant la reproduction du son à partir d'un signal électrique fourni par un amplificateur audio. La partie amplification peut être intégrée ou non à l'enceinte, et des dispositifs électroniques comme des filtres sont souvent incorporés.

## Principes de base

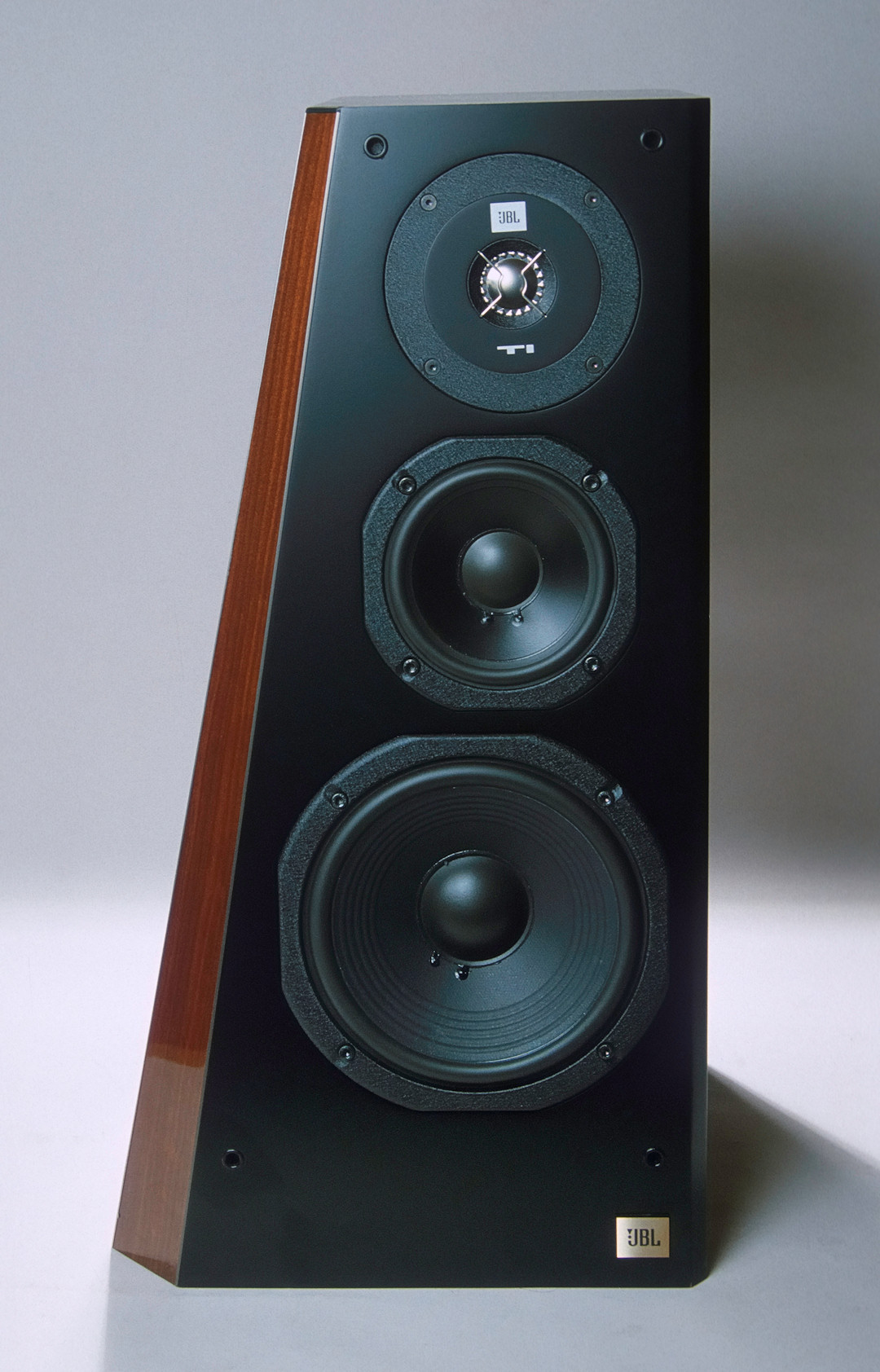
Enceinte acoustique 3 voies de marque JBL.

On désigne souvent une enceinte par le terme anglais de baffle. Cette appellation est une métonymie (la partie pour le tout) puisque le baffle désigne en réalité le support plan, plaque généralement en bois voire en plastique, sur lequel est fixé le haut-parleur, et non l'enceinte dans sa totalité. Le baffle permet d'éviter que les ondes sonores émises par l’arrière du haut-parleur ne viennent interférer, voire annuler, les ondes sonores émises par l’avant du haut-parleur. Lorsqu'il est refermé sur lui-même en encerclant un certain volume d'air, il forme une enceinte.
Lorsqu'un haut-parleur est mis en fonctionnement, la membrane de celui-ci fait vibrer l'air devant, mais aussi derrière. Au moment de la vibration où la membrane avance, la pression de l'air augmente devant, mais diminue derrière, et inversement au moment où la membrane recule : On dit que l'onde arrière est déphasée de 180°. Les variations de pression de l'air - le son - ne sont donc pas correctement transmises à l'air environnant puisque l'air a tendance à circuler entre l'avant à l'arrière de la membrane pour égaliser les pressions. C'est le phénomène dit du court-circuit acoustique. Il est donc nécessaire de supprimer (ou du moins de gérer au mieux) les vibrations arrières. Dans la pratique, on appelle charge acoustique la façon dont on va gérer ce problème. La solution théorique idéale consiste à fixer le haut-parleur sur un « baffle infini », c'est-à-dire une plaque de très grande dimension. Cette solution étant peu praticable, les spécialistes ont trouvé une multitude de manières, plus ou moins complexes, de le faire.
Une enceinte contient en général non seulement le ou les haut-parleurs, mais aussi les éventuels filtres, modules d'amplification, boutons de mise sous tension ou de réglage, grilles de protections, ou encore des évents pour le cas d'une enceinte bass-reflex. Enfin, elle est équipée de connecteurs destinés à brancher un amplificateur ou autre source de modulation contenant l'information sonore à diffuser. Certaines enceintes dites « sans fil » peuvent se passer d'une telle connexion, la modulation arrivant par transmission radio (actuellement Bluetooth le plus fréquemment pour les produits grand public) ou parfois infrarouge. De telles enceintes sont souvent alimentées par piles ou batterie en faisant ainsi des appareils mobiles.
Il existe une multitude de types d'enceintes acoustiques correspondant d'une part à des usages très variés, et d'autre part à des niveaux de qualité différents, étant généralement considéré que les enceintes sont le maillon faible de la chaîne de restitution sonore avec le local d'écoute. L'usage que l'on souhaite en faire est donc primordial : sonorisation, monitoring, Hi-Fi ou encore home cinema. Le genre musical n'a, contrairement à une idée reçue largement répandue, rien à voir avec l'enceinte à choisir : une enceinte de bonne qualité doit être capable de restituer correctement n'importe quel type de son. Cela fait même partie des critères et techniques de sélection d'une enceinte. Cependant, l'application visée détermine les critères à sélectionner, ainsi on n'utilisera pas les mêmes solutions pour diffuser de la musique en grande surface, et pour sonoriser un concert en extérieur.

## Histoire
|  |

Le premier dispositif permettant au grand public d'écouter de la musique chez lui est le phonographe, breveté par Thomas Edison le 19 décembre 1877. Il fut suivi par le gramophone inventé par Emile Berliner en 1888, qui utilisait des supports en forme de disques. Dans ces deux appareils, il n'y a pas d'« enceinte » à proprement parler : le son est émis par une membrane liée à l'aiguille au contact du support, et amplifié uniquement grâce à un pavillon. Le principe du pavillon acoustique consiste à réaliser une adaptation d'impédance entre la membrane émissive et l'air ambiant. On obtient ainsi une amélioration spectaculaire de l'efficacité si bien que les pavillons restent, au moins pour les fréquences médium et aigu, presque universellement utilisés dans le domaine de la sonorisation de puissance. Pour le grave, la taille du pavillon devient le plus souvent prohibitive ainsi cette solution reste rare mais il faut citer l'enceinte Klipschorn de Klipsch, créée dans les années 1940, qui utilise un pavillon dans le grave grâce à l'exploitation des murs de la salle en étant positionnée en encoignure.
Les premières réalisations de haut-parleur quant à elles, remontent au XIXe siècle. Mais les véritables débuts du haut-parleur à bobine mobile tel qu'on le connaît datent de 1924, date à laquelle Chester W. Rice et Edward W. Kellogg en déposèrent le brevet, en même temps qu'un amplificateur capable de fournir une puissance de 1 watt pour leur dispositif. Ce dernier, le Radiola Model 104, avec amplificateur incorporé, fut mis sur le marché l'année suivante. On parle de haut-parleur de Rice-Kellogg pour désigner cette première réalisation. La paternité est toutefois contestée, des travaux similaires ayant eu lieu dans les principaux pays développés dont la France.

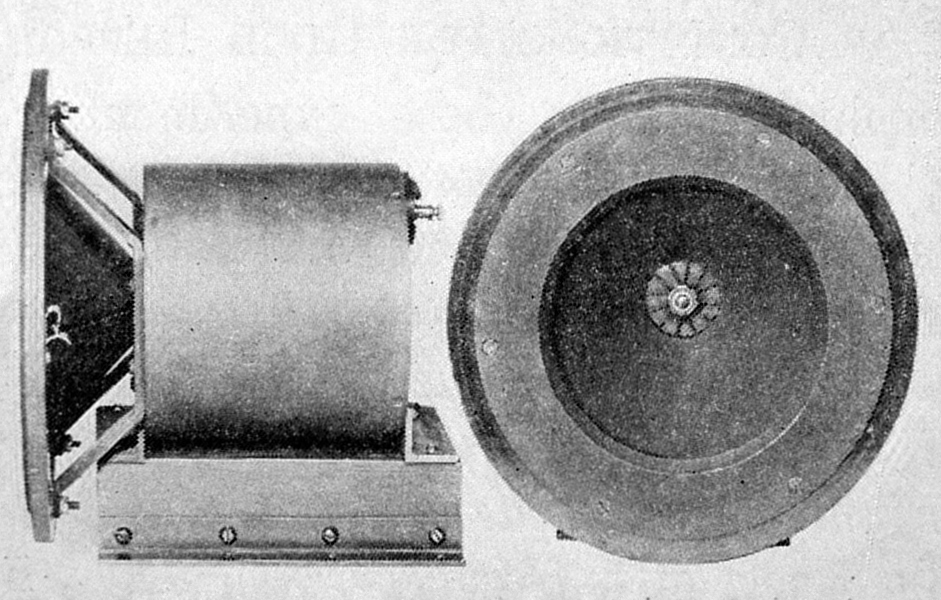
L'un des premiers haut-parleurs à bobine mobile, inventé par Rice et Kellogg en 1924.

Les haut-parleurs utilisent toujours le même principe de base et ont pris assez rapidement leur forme définitive mais les évolutions n'en sont pas moins très importantes : matériaux utilisés, conception et test à l'aide de systèmes informatiques font que les performances ont connu des progrès considérables, y compris sur les modèles de grande diffusion.
Longtemps, l'utilisation des haut-parleurs s'est effectuée par simple montage sur un baffle plan ou un coffret ouvert à l'arrière (baffle replié) mais une étape importante a été franchie en 1954 par l'Américain Edgar Villchur (en) qui a monté un haut-parleur à suspension souple dans un coffret clos de taille réduite : c'est la technique dite de la « suspension acoustique ». Commercialisé par Acoustic Research (AR), le modèle AR 3 a connu un grand succès pendant de nombreuses années,.
L'idée d'exploiter l'émission arrière du haut-parleur semble remonter à la fin des années 1920 et le premier brevet déposé en ce sens est dû à Albert L. Thuras (et non à A.C. Thuras comme on peut lire assez souvent) en 1932. Ce principe général deviendra la charge connue sous le nom de « bass-reflex ». Ce sont les travaux des chercheurs Neville Thiele (en) en 1961 et Richard H. Small (en) en 1973 qui marqueront une avancée déterminante dans la modélisation permettant l'exploitation efficace de ce type de charge. À tel point que les paramètres électromécaniques des haut-parleurs sont désormais associés à leur nom sous la dénomination de « paramètres de Thiele et Small » ou « paramètres T/S ».
Les premières chaînes hifi, permettant à l'époque d'écouter des disques microsillons, apparaissent dans les années 1950 ; et la première enceinte active multi-amplifiée a été réalisée par le Français Cabasse en 1958.
Pour la construction de l'enceinte proprement dite, si le bois reste largement utilisé, le plastique l'est de plus en plus. Outre ses qualités propres, il permet de réaliser des formes complexes, mieux adaptées à un bon rendu acoustique qu'un parallélépipède, ce qui était impossible à un prix raisonnable avec les matériaux traditionnels.

## Caractéristiques et spécifications

### Puissance admissible
La puissance électrique admissible ne représente pas sa capacité en termes d'énergie sonore. Il s'agit de sa capacité à encaisser sans dommage une puissance électrique. Le haut-parleur, qui est un transducteur, transforme cette énergie électrique en énergie acoustique, son rendement détermine le niveau sonore obtenu. Ainsi, la puissance admissible d'une enceinte ne représente pas le niveau sonore émis par celle-ci. Ce n'est pas non plus une garantie de qualité sonore.
Dans la pratique, définir la puissance admissible d'une enceinte acoustique est difficile. En effet, une enceinte est destinée à reproduire de la musique dans des conditions variées et non un signal parfaitement défini et stable dans un laboratoire. La meilleure démonstration de ces faits est la multiplicité des manières de définir (et éventuellement de mesurer) la puissance admissible d'une enceinte acoustique : puissance nominale, puissance musicale, puissance programme, puissance en crête, etc. Il existe des normes comme IEC 268-5, AES2-1984 ou, plus ancienne, AFNOR NFC 97-330 mais le consensus est difficile à trouver.
La compréhension et une bonne interprétation de ces normes n'est pas à la portée du grand public. Pour ce dernier, la meilleure indication et la plus facilement compréhensible est une recommandation, par le constructeur, de la puissance d'amplification à associer à une enceinte : par exemple « Amplification recommandée : 50 à 150 W efficaces ».

### Réponse en fréquence
|  |

La réponse en fréquence permet de déterminer quelles fréquences sonores seront reproduites par l'enceinte et avec quelle erreur par rapport au niveau de référence (généralement le niveau à 1 kHz). Elle peut être mesurée rapidement à l'aide d'un analyseur de spectre. La réponse en fréquence est souvent indiquée sous une forme chiffrée simplifiée : typiquement limite basse (en hz) - limite haute (en Hz ou kHz), erreur acceptée (en décibels). Cela donne, par exemple, 40 Hz −18 kHz, −6 dB. Une réponse dépourvue d'indication de l'erreur acceptée n'est d'aucune utilité, cette erreur pouvant être considérable.
L'indication d'une réponse en fréquence sous forme chiffrée ne donne toutefois que peu d'informations. On lui préfère une courbe de réponse, tracée sur un diagramme de Bode. C'est toutefois (pour une enceinte acoustique) un document complexe qui demande à être interprété par des personnes compétentes pour en tirer des informations pertinentes. Par ailleurs, une interprétation correcte exige de connaître dans quelles conditions et avec quels paramètres techniques elle a été relevée. Généralement, l'abscisse du graphe représente la fréquence et s'étend de 20 Hz à 20 000 Hz, et l'ordonnée représente le niveau en dB.
Dans la pratique, il faut distinguer les courbes de réponse à destination d'un public relativement large qui sont des versions simplifiées donnant une idée globale de la réponse d'une enceinte et les courbes destinées aux ingénieurs et techniciens, beaucoup plus détaillées mais aussi plus complexes. À la limite, les courbes simplifiées deviennent une sorte d'illustration voire un document publicitaire  : ce type de document a connu une grande vogue dans les années fastes de la haute fidélité. Il existe néanmoins des courbes de réponse relativement simples à comprendre et à interpréter : les courbes par tiers d'octave. Elles tentent de correspondre aux réelles capacités auditives de l'oreille humaine.
Relever et tracer la courbe de réponse d'une enceinte a longtemps été une opération complexe, souvent longue et faisant appel à un matériel onéreux avec, si possible, une chambre anéchoïque. La disponibilité d’ordinateurs puissants et peu onéreux et le traitement numérique du signal, ont sensiblement changé les choses : les mesures font typiquement appel à un ordinateur associé à une interface et un logiciel spécialisé (certains sont gratuits). Un tel système permet de réaliser (sous certaines conditions et dans certaines limites) des mesures comparables à celles obtenues dans une chambre anéchoïque avec une grande rapidité.

### Impédance

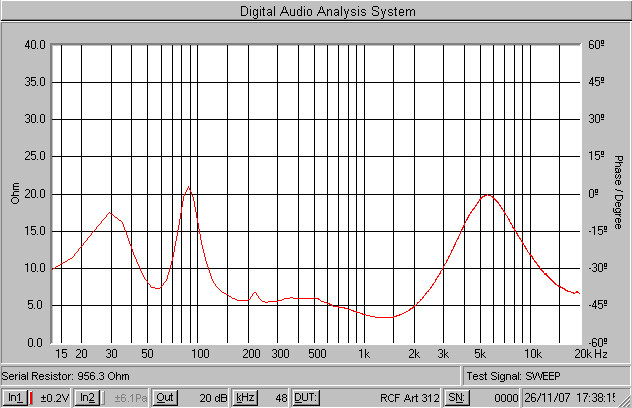
Courbe d'impédance d'une enceinte acoustique.

L'impédance est une caractéristique essentielle d'une enceinte acoustique. Elle s'exprime en ohms. Elle doit être connue (du moins approximativement) pour une bonne adaptation à l'amplification utilisée. Pour cela, les constructeurs spécifient une impédance normalisée ou impédance nominale pour leurs enceintes acoustiques. Les valeurs les plus courantes sont de 4 et 8 Ω mais d'autres valeurs sont possibles. En principe, les spécifications de l'amplificateur utilisé indiquent quelles valeurs d'impédances sont acceptables : c'est l'impédance de charge. Il ne s'agit, en aucun cas, d'une adaptation d'impédances mais d'indiquer une compatibilité entre équipements. En réalité, l'impédance d'une enceinte acoustique est une donnée complexe qui ne se résume pas à un seul chiffre. En effet, l'impédance ou, plus exactement, le module d'impédance varie avec la fréquence. Pour l'étude d'une enceinte acoustique, on relève donc sa courbe d'impédance, la variation de l'impédance en fonction de la fréquence. Cette courbe permet d'obtenir un certain nombre de renseignements techniques, de vérifier que certains défauts de construction ont été évités mais aussi de déterminer la valeur qu'il conviendra d'indiquer pour l'impédance nominale.

### Rendement et efficacité
Le rendement d'une enceinte exprime le rapport entre la puissance acoustique délivrée et la puissance électrique consommée. Le rendement s'exprime en % et se calcule de la manière suivante : Rendement = Puissance acoustique délivrée/Puissance électrique absorbée. Dans les faits, le rendement est fort rarement mesuré et utilisé car sans beaucoup d'utilité pratique. Dans le langage courant, il est fréquent de constater une confusion entre rendement et efficacité, le « rendement » indiqué étant en fait l'efficacité. Le rendement des enceintes se situe généralement entre 0,3 et 3 %. Il convient de noter que ce rendement est variable suivant la fréquence de mesure ce qui complique son appréciation, sans tenir compte d'autres paramètres plus complexes. Son utilité et son appréciation ne sont donc pas du domaine grand public mais réservés aux ingénieurs et chercheurs.
L'efficacité (parfois appelée à tort sensibilité) indique la pression acoustique (en dB SPL) obtenue à 1 m quand on applique une tension de 2,83 V à l'entrée de l'enceinte (2,83 V sur une impédance nominale de 8 Ω soit une puissance de 1 W : P = U2/R = 2.832/8 = 1 W). Elle est généralement indiquée sous la forme : dB/2,83 V/1 m car les amplificateurs audio sont assimilables à des générateurs de tension et il est possible de ne pas tenir compte de l'impédance donc de la puissance réellement absorbée. Là encore la mesure est une opération complexe, le résultat pouvant être influencé par de nombreux paramètres comme le signal utilisé pour la mesure.
Bien que l'expression précédente soit la plus correcte sur le plan technique, l'efficacité est souvent exprimée en dB/1 W/1 m : pression acoustique en dB SPL, pour une puissance absorbée de 1 W, la pression étant mesurée en champ libre à 1 m de distance. Dans la pratique, la puissance réellement absorbée est très rarement mesurée et cette expression est trompeuse.
Connaissant l'efficacité, l'impédance de l'enceinte et la tension appliquée, il est possible de calculer le niveau de pression acoustique à 1 m : Pression en dB SPL = sensibilité + (10logU2/Z), U étant la tension et Z l'impédance. Pour d'autres distances il faut retrancher 20*log(distance en mètres). Ceci vaut uniquement pour un rayonnement sphérique en champ libre, soit 4 pi stéradian et correspond à 6 dB d'atténuation à chaque fois que la distance double. Il s'agit donc de valeurs théoriques, le plus souvent assez éloignées des valeurs pratique qui dépendent des réflexions dans l'environnement de l'enceinte.
Par exemple, si l'on applique un signal d'une amplitude 32 volts efficaces à une enceinte ayant une  efficacité de 90 dB/1 W/1 m et une impédance nominale de 8 Ω, la pression à 1 m sera 90 + 10*log (322/8) = 111 db SPL. À 7 m, la pression sera 111 - 20*log 7 = 94,1 dB SPL. Insistons sur le fait qu'il s'agit d'un calcul théorique, les conditions de champ libre n'étant jamais réunies dans le monde réel.
L'efficacité des enceintes acoustiques s'étage en général entre 85 dB et 105 dB. La plupart des modèles grand public ont une efficacité qui environne 90 dB/2,83 V/1 m.

### Directivité

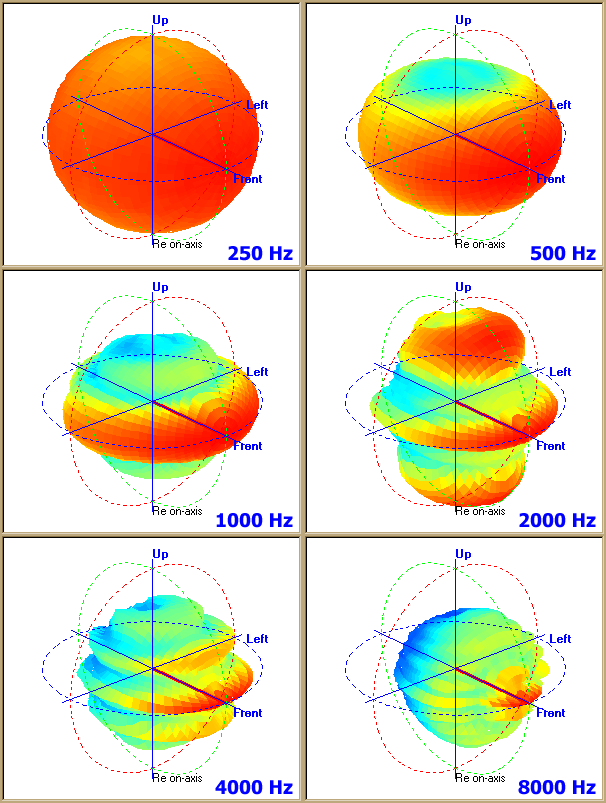
Diagrammes de directivité pour six fréquences d'une enceinte colonne Bosch.

Il est aisé de constater, en se déplaçant par rapport à l'axe de diffusion d'une enceinte, que le son se modifie au fur et à mesure qu'on s'éloigne de cet axe. Une mesure de la réponse en fréquence en dehors de l'axe permet de constater qu'elle est différente du résultat obtenu dans l'axe. Cette modification est plus ou moins importante suivant la conception de l'enceinte. Elle se traduit généralement par une diminution progressive du niveau de l'aigu (car la directivité augmente avec la montée en fréquence) mais d'autres modifications sont possibles. Ce phénomène fait que l'écoute n'est vraiment conforme aux attentes que sous un angle donné par rapport à l'axe ; pour cette raison il est préférable que l'auditeur soit placé le plus en face possible des enceintes.
La directivité est rarement indiquée pour les enceintes grand public mais fait partie des spécifications essentielles des modèles professionnels. Le constructeur indique l'angle sous lequel l'enceinte est utilisable, et avec quel niveau d'atténuation. Il ne s'agit là que de la directivité horizontale mais un phénomène similaire se produit dans l'axe vertical : la directivité est donc indiquée sous les deux angles. Par exemple 60° × 40° : soixante degrés horizontalement et quarante degrés verticalement, pour une atténuation de 6 dB par rapport à la réponse dans l'axe.

### Niveau sonore maximal

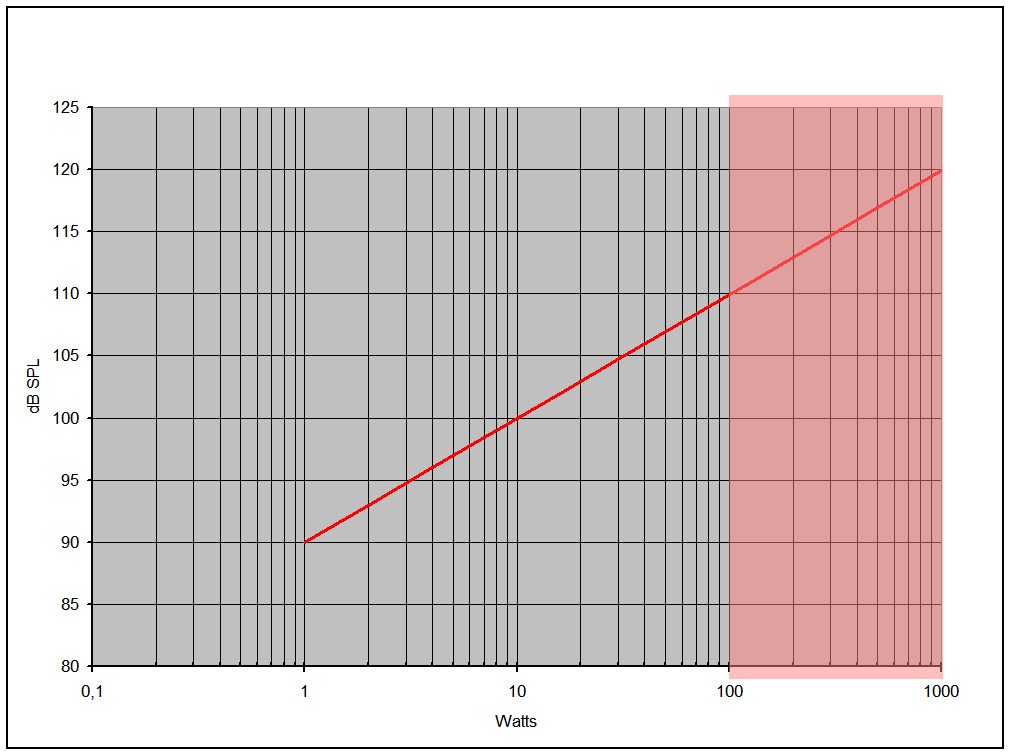
Niveau sonore obtenu pour une enceinte offrant une efficacité de 90 dB/1 W/1 m et une puissance maximale de 100 W. La zone rouge indique le risque de destruction de l'enceinte.

Le niveau sonore maximal à 1 mètre, parfois appelé par abus de langage « SPL max », n'est pratiquement jamais indiqué pour les enceintes grand public mais est un élément important pour les enceintes professionnelles, pour le cinéma ou le home cinéma. Il permet en effet à l'utilisateur d'évaluer et éventuellement de calculer s'il disposera d'un niveau sonore conforme à ses besoins. Le niveau maximal théorique pouvant être obtenu peut être calculé à partir de l'efficacité et de la puissance admissible, cependant d'autres facteurs interviennent dans le niveau effectivement fourni, par exemple la directivité et la compression thermique. La valeur calculée n'est donc pas exacte en pratique. L'indication du niveau maximal est donc une sorte d'engagement du constructeur permettant à l'utilisateur une évaluation rapide des possibilités offertes dans ce domaine.

## Nombre de voies

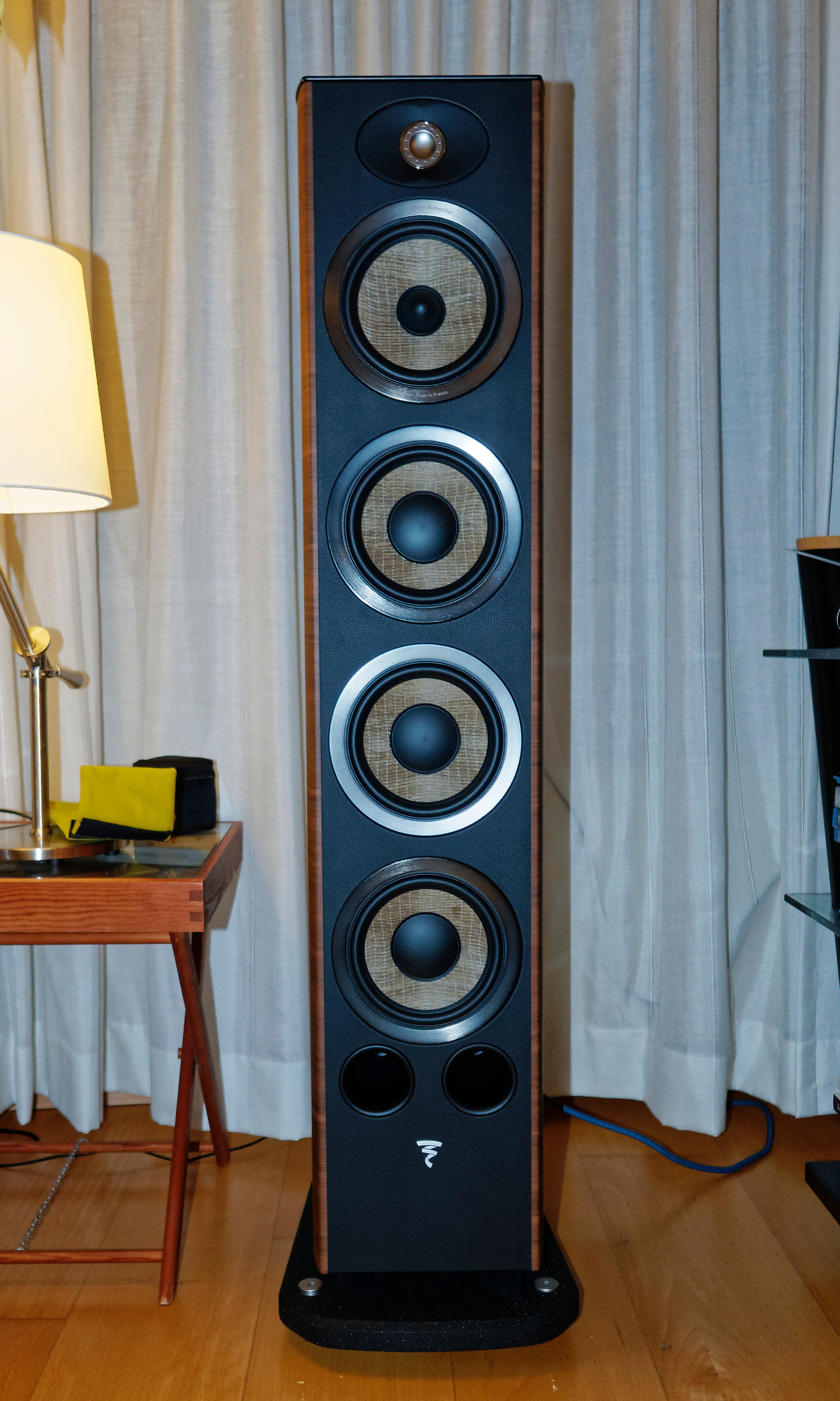
Enceinte trois voies, dont les trois haut-parleurs du bas sont réservés aux graves.

Pour reproduire correctement l'ensemble du spectre audible, un seul haut-parleur se révèle peu performant. On est donc conduit à utiliser plusieurs haut-parleurs dans une même enceinte acoustique, chacun spécialisé dans une partie du spectre audible : grave, médium, aigu. Chaque division du spectre est appelé voie, la division étant réalisée par un filtre : on obtient ainsi couramment des enceintes deux voies (minimum de deux haut-parleurs) ou trois voies (minimum de trois haut-parleurs). Il peut exister un plus grand nombre de voies (quatre ou plus) mais ces formules complexes sont rares. 
Il faut remarquer que le nombre de haut-parleurs et le nombre de voies ne sont pas forcément identiques : par exemple une enceinte peut utiliser plusieurs haut-parleurs (généralement identiques) pour la restitution d'une même voie (voir image ci-contre). Cette technique est souvent utilisée pour la restitution du grave afin de permettre, par exemple, l'utilisation de haut-parleurs de faible diamètre sans que le niveau sonore ne devienne trop faible. 
Le dernier type de filtrage est la « demi-voie », la configuration la plus courante étant deux voies et demie. Le principe consiste à utiliser deux haut-parleurs identiques pour la voie basse du spectre, l'un des deux haut-parleurs étant filtré par un passe-bas avec une fréquence de coupure plus précoce que l'autre. L'objectif est d'améliorer le niveau dans le grave tout en évitant les interférences entre deux transducteurs dans le médium.

## Passives et actives
Chaque haut-parleur ne doit recevoir que la plage de fréquences qui lui est destinée. Pour cela, on peut filtrer le signal soit avant l'amplification (filtrage dit actif) soit après l'amplification (filtrage dit passif). Dans tous les cas, l'amplification peut être intégrée dans l'enceinte (dite alors active) ou non (passive). Pour cela on peut répartir en cinq grandes familles les enceintes :
- Les enceintes passives (avec un filtre passif intégré). Elles ne nécessitent que l'arrivée d'un signal sonore amplifié ;
- Les enceintes passives avec filtrage externe. Elles nécessitent donc l'utilisation d'un filtre actif, travaillant sur le signal niveau ligne, c'est-à-dire avant même l'étage d'amplification (qui est externe également). Par exemple, un crossover divise le signal et route le sous-signal basses-fréquences vers un canal de l'amplificateur pour reproduction par un subwoofer passif, puis le sous-signal hautes-fréquences vers un autre canal de l'amplificateur pour reproduction par des enceintes passives dites satellites ;
- Les enceintes actives (avec filtre actif interne). Elles intègrent l'amplification et le filtrage actif dans le coffret et nécessitent donc une alimentation électrique. L'entrée audio s'effectue au niveau ligne. Suivant le nombre de voies, cela donne les terminologies suivantes : deux voies = bi-amplifiée, trois voies = tri-amplifiées, etc. Chaque voie possède une amplification dédiée. Il existe toutefois des enceintes actives possédant une partie passive. Par exemple une enceinte trois voies bi-amplifiée utilisant un filtrage passif entre médium et aigu ;
- Les enceintes actives (avec filtre passif interne). Ici l'amplification et le filtrage sont toujours intégrée à l'enceinte mais le filtrage s'effectue sur le signal amplifié ;
- Les enceintes actives avec filtrage externe. Ces enceintes peuvent posséder des amplificateurs intégrés au coffret ou utiliser une amplification externe. Tout comme les enceintes passives avec filtrage externe, ce type d'enceinte est principalement utilisé dans le domaine professionnel (sonorisation).

## Filtre passif

Filtre passif complexe d'une enceinte acoustique

Jusqu'à une date relativement récente[Quand ?], la très grande majorité des enceintes acoustiques utilisaient un filtrage passif. Ce filtre, inséré entre l'entrée de l'enceinte et les haut-parleurs assure la répartition des fréquences sonores vers les haut-parleurs aptes à les restituer. Il se compose principalement de condensateurs, d'inductances et de résistances mais peut intégrer d'autres composants, en particulier pour la protection des transducteurs contre les excès de puissance. Le tout peut être soudé sur un circuit imprimé, câblé de façon traditionnelle, voire directement inséré sur le câblage interne de l'enceinte pour les réalisations les plus simples.
Le filtre passif d'une enceinte acoustique peut être très simple, se limitant à un condensateur en série sur le tweeter pour une enceinte deux voies. Dans ce cas, il constitue une cellule passe-haut à 6 dB/octave, le boomer n'étant pas filtré et voyant sa réponse s'atténuer naturellement dans le haut du spectre sonore. Ce type de filtrage est courant en entrée de gamme. Les filtres plus élaborés comportent généralement une cellule par voie, utilisant plusieurs composants afin d'obtenir des pentes de 12 dB/octave (deuxième ordre) ou 18 dB/octave (troisième ordre). Le filtre peut également intégrer des cellules de correction pour le transducteur employé. Le résultat devient assez rapidement complexe, aussi les filtrages très élaborés sont de plus en plus réalisés en actif. En effet, le filtrage passif est de plus en plus délicat à réaliser et les inductances nécessaires coûteuses au fur et à mesure que la fréquence de filtrage diminue. Pour cette raison, les caissons de grave sont presque exclusivement réalisés avec un filtrage actif.
Contrairement à ce que l'on pourrait penser, le filtrage passif ne concerne pas que les enceintes multivoies. Sur une enceinte une voie (généralement équipée d'un seul haut-parleur large bande), il est possible d'intégrer un filtre passif destiné à améliorer la réponse en fréquence du haut-parleur utilisé. Naturellement, l'opération s'effectue aux dépens de l'efficacité mais lorsque ce dernier point n'est pas critique cette technique peut apporter une amélioration sensible de la qualité sonore.

## Connectique
Pour raccorder une enceinte acoustique à une source de signal audio, elle est munie d'un ou plusieurs connecteurs. Ces connecteurs diffèrent (du moins en principe) suivant qu'il s'agit d'une enceinte passive ou amplifiée. Dans le premier cas il s'agit de pouvoir transmettre une puissance qui peut être importante (plusieurs centaines de watts) et une tension élevée, éventuellement dangereuse. Dans le second la puissance est négligeable et la tension faible : les exigences sont très différentes. Par ailleurs, suivant l'utilisation prévue de l'enceinte (écoute domestique grand public, installation de sonorisation fixe, sonorisation mobile, musiciens), les connecteurs et les qualités requises varient fortement.

### Enceintes passives

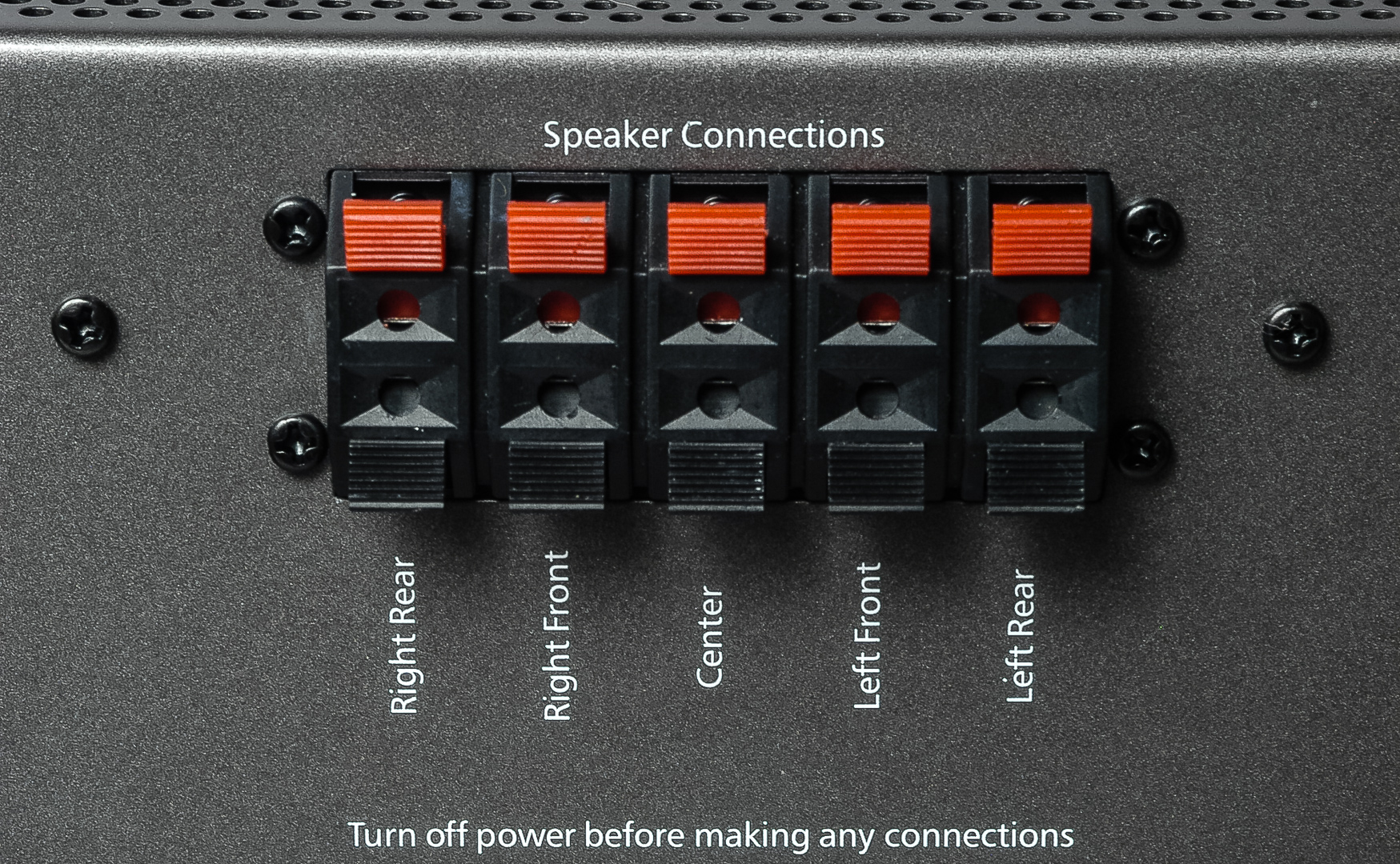
Connexions par bornes à pression (en sortie d'amplification)

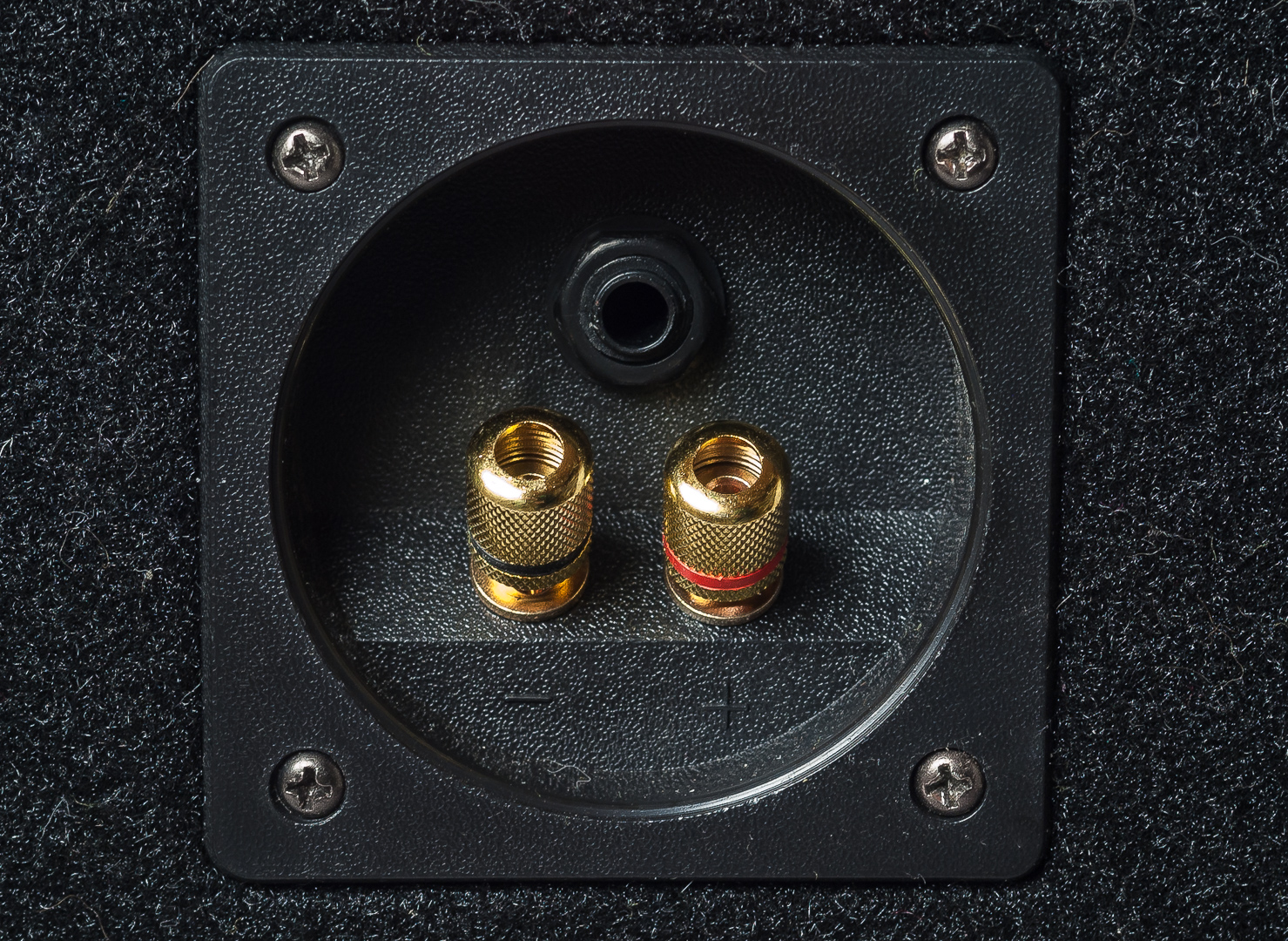
Connexions par bornes vissantes acceptant les fiches banane et par jack 6.35 mm

Les enceintes passives, destinées à être raccordées à une amplification de puissance, doivent utiliser des connecteurs capables de transmettre de la puissance sans pertes sensibles et assurer une bonne sécurité à la fois pour l'utilisateur et pour le matériel (pas de risque de court-circuit).
Pour les utilisations grand public (haute-fidélité et assimilé) deux types de connecteurs se sont imposés : d'une part les bornes à pression (on glisse un fil dans un trou en appuyant sur un bouton et lorsqu'on le relâche un système à guillotine assure le contact) et les borniers acceptant également la fiche banane 4 mm. Ces borniers peuvent recevoir l'extrémité de fils dénudés ou munis de cosses. Ce sont souvent les connecteurs préférés par les amateurs exigeants car offrant une plus grande surface de contact et une plus grande universalité d'emploi. Bien qu'une directive européenne interdise l'usage des fiches banane pour des tensions supérieures à 25 V, elles restent largement employées car très pratiques. Le principal inconvénient de tous ces modes de connexions est l'absence de dispositif détrompeur. Ainsi il est possible de brancher une enceinte acoustique à l'envers, ce qui ne présente aucun risque mais détériore fortement le rendu acoustique puisqu'une partie des transducteurs de l'installation présentent une inversion de phase. Il est donc nécessaire de vérifier ce point, la technique classique consistant à utiliser une pile électrique : lorsqu'on branche une pile sur un haut-parleur ou une enceinte acoustique, la membrane du haut-parleur avance si le branchement est correct (le plus branché au plus et le moins au moins), elle recule si le branchement est hors phase.
Les enceintes haute-fidélité offrent parfois plusieurs paires de bornes d'entrée (généralement deux paires), normalement reliées deux à deux par des cavaliers. En retirant ces cavaliers, on a accès aux différentes cellules du filtre passif afin de réaliser une multi-amplification passive. Typiquement, une bi-amplification avec filtrage passif passe-bas pour le grave et passe-haut pour l'aigu. Il faut naturellement disposer de quatre canaux d'amplification. Les passionnés utilisent également la présence de deux paires de bornes pour le bi-câblage, chaque voie étant censée bénéficier d'un câble mieux adapté aux fréquences transmises. Il s'agit là de phénomènes contestés et non démontrés à ce jour. En revanche, ces modes de raccordement complexifient le câblage et toute erreur peut amener la destruction des équipements utilisés.

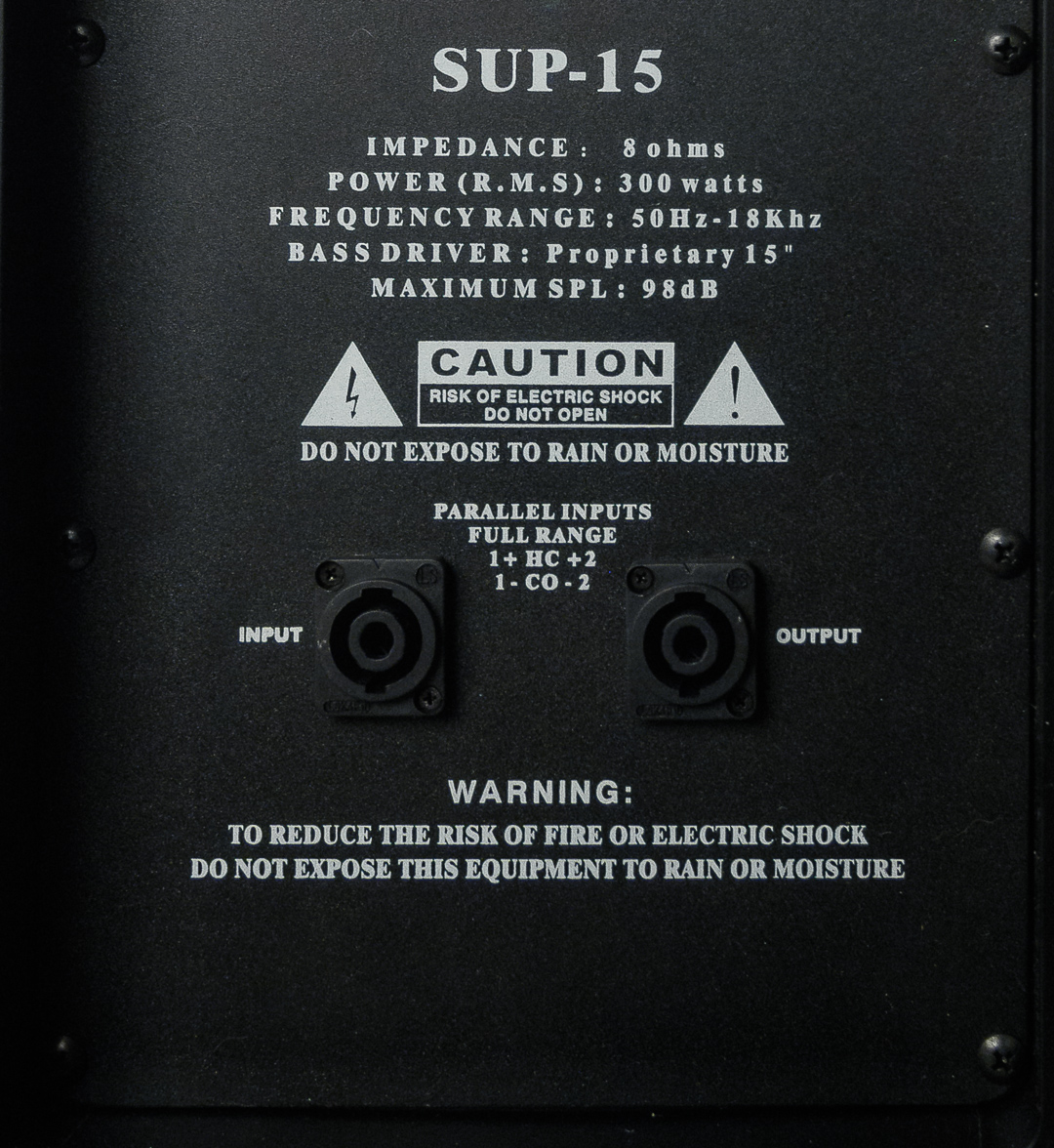
Connexions par prises Speakon.

Pour les utilisations professionnelles, c'est le connecteur Speakon qui s'est imposé : spécialement conçu pour cet usage par Neutrik, il ne présente aucun risque d'erreur d'enfichage ni d'inversion de branchement et se verrouille automatiquement, évitant tout débranchement intempestif. Il existe plusieurs modèles de connecteurs Speakon pour répondre à des besoins spécifiques. Les enceintes professionnelles sont pratiquement toujours équipées d'au moins deux connecteurs afin d'assurer un renvoi de la modulation pour des associations d'enceintes ou autres besoins.
Les musiciens ont longtemps utilisé (et continuent souvent à utiliser) des connecteurs jack 6,35 mm (1/4 de pouce). Ce connecteur, très peu onéreux et pratique, a toutefois l'inconvénient d'être employé pour d'autres usages d'où des risques de confusion dommageables. De plus (en dehors des modèles coudés assez rares) il dépasse à l'arrière de l'enceinte et peut donc être facilement cassé. Il peut aussi être facilement déconnecté si on tire sur le câble aussi son emploi pour cet usage est à éviter. Les jacks (du moins pour cet emploi) se trouvent surtout sur le matériel semi-professionnel mais ils peuvent être présent en parallèle d'autres connecteurs, surtout des Speakon.
Enfin, les connecteurs professionnels XLR ont parfois été employés pour la connexion d'enceintes passives mais, là encore, c'est une pratique à éviter en raison des risques de confusion avec les emplois habituels de ce type de connecteur.

### Enceintes amplifiées

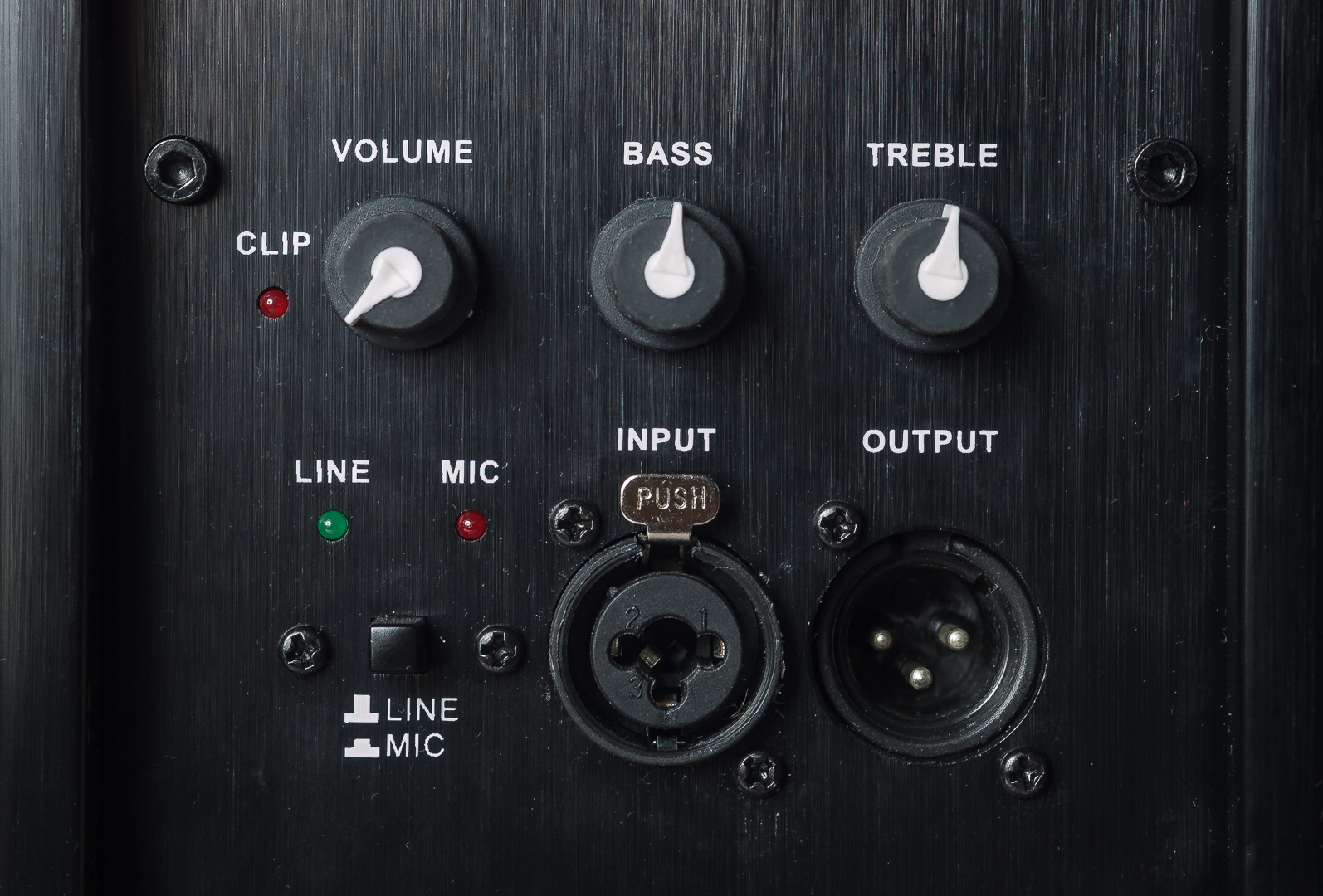
Connexions sur une enceinte acoustique amplifiée avec entrée sur prise combinée acceptant les jacks.

Les enceintes intégrant l'amplification de puissance peuvent recevoir, suivant les modèles, un signal analogique au niveau ligne ou un signal numérique suivant une norme correspondant à son usage.
Les enceintes professionnelles (sonorisation et assimilé) utilisent, pour les liaisons analogiques, des connecteurs XLR permettant des liaisons symétriques. Sur les équipements mobiles ces connecteurs peuvent être d'un type dit « combiné » permettant aussi bien l'emploi d'une prise XLR que d'un jack 6,35 mm. Les entrées sont normalement au niveau ligne mais de nombreux modèles offrent une entrée micro, parfois avec mixage. Comme pour les enceintes passives, les connecteurs sont doublés afin d'assurer le renvoi de modulation si nécessaire. Par ailleurs, il peut exister, sur embase Speakon, une sortie de l'amplification intégrée afin de pouvoir raccorder une enceinte passive.

## Typologie

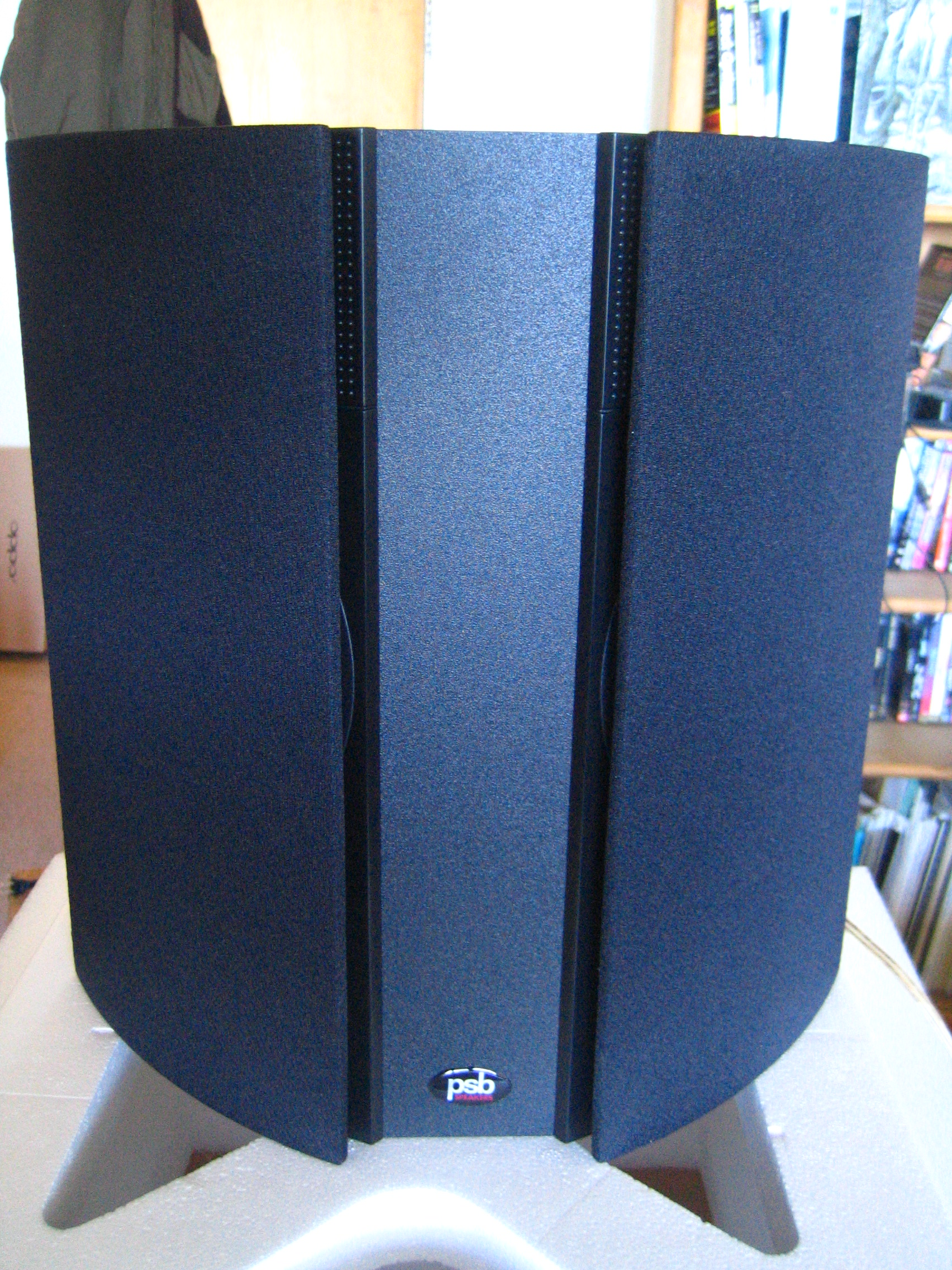
Enceinte de type bipolaire.

La distinction entre ces types d'enceintes se fait pour les enceintes surround utilisées en home cinema. Les enceintes unipolaires sont les plus courantes. Elles sont constituées de haut-parleurs situés sur un même plan ; elles rayonnent donc directement vers l'auditeur. Les enceintes bipolaires ou dipolaires ont quant à elles des haut-parleurs disposés sur deux plans (deux faces) séparés par un angle. Ainsi leurs transducteurs ne sont pas placés directement vers l'auditeur. Leur utilisation ne se fait que dans le cadre du home cinéma en surround, car ces enceintes génèrent un champ diffus où la précision est moindre, dans le but de créer une ambiance pour envelopper l'auditeur. 
La différence entre bipolaire et dipolaire se fait au niveau de la phase : les haut-parleurs des deux faces d'une enceinte bipolaire fonctionnent en phase, tandis qu'une enceinte dipolaire possède une inversion de phase entre les haut-parleurs reproduisant la même bande passante (ceci ayant pour objectif d'augmenter l'enveloppement au détriment de la précision). Les enceintes dipolaires sont notamment conçues pour les systèmes THX. L'inversion de phase a aussi pour effet de causer un court-circuit acoustique dans les basses fréquences car les longueurs d'onde et le rayonnement font que les basses fréquences sont en opposition acoustique. Une solution pour conserver un bon niveau de grave est l'enceinte semi-dipolaire, qui consiste à conserver le principe unipolaire pour les basses fréquences avec l'usage d'un ou plusieurs haut-parleurs et de garder le reste du spectre en typologie dipolaire pour l'enveloppement. Ainsi, on préserve tous les avantages de cette solution, car le grave est omnidirectionnel (rayonnement sur 360°). Certaines enceintes permettent de fonctionner selon les deux modes, avec un commutateur pour passer de l'un à l'autre.
Il existe également des enceintes tripolaires, mais cette solution est plus rare.

## Principaux types de charge acoustique

### Enceinte close

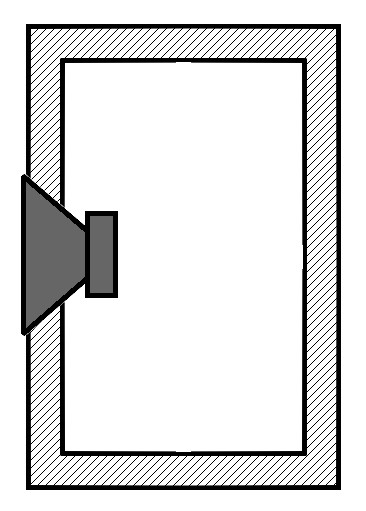
Enceinte close.

Il s'agit simplement d'une boîte hermétique, dont le but est de supprimer le court-circuit acoustique en emprisonnant le rayonnement arrière dans un volume relativement petit. On peut la remplir ou la capitonner d'un matériau absorbant suivant les besoins. La membrane est en « suspension acoustique », car le volume d'air (VB) contenu agit comme un ressort et la freine. De ce fait son volume doit être calculé en fonction des caractéristiques du haut-parleur : fréquence de résonance à l'air libre (FS ou FR), volume d'air équivalent à l'élasticité de la suspension (VAS) et, de son coefficient de surtension total (QT ou QTS).
La réponse dans le grave conserve la meilleure extension dans le grave sans surtension quand le QTC = 0,707.
{\displaystyle QTC=QT{\sqrt {{\frac {VAS}{VB}}+1}}}
Pour les valeurs de QTC < 0,707, donc dans un volume d'enceinte plus grand que pour QTC = 0,707, la courbe de réponse commence à chuter plus haut en fréquence. La fréquence de coupure est aussi située plus haut.
Pour les valeurs de QTC > 0,707, donc dans un volume d'enceinte plus petit que pour QTC = 0,707, la courbe de réponse aura une surtension (bosse) avant la fréquence de coupure : +1,5 dB si QTC = 1.
À volume comparable, la fréquence de coupure dans le grave est située plus haut que dans une enceinte de type bass-reflex, mais avec une pente plus douce à 12 dB/octave avant la fréquence de coupure (Fc).
Une enceinte close de très grand volume est appelée enceinte infinie. Dans ce cas, l'air qu'elle contient n'a plus d'effet de ressort. Elle se rapproche pour cela du baffle plan. Ce genre d'enceinte peut être réalisé en intégrant un ou des haut-parleurs dans le mur d'une pièce, l'enceinte infinie étant alors la pièce d'à côté.

### Bass-reflex
Les bass-reflex sont facilement identifiables grâce à leur(s) évent(s). Le principe est de récupérer le rayonnement arrière pour l'ajouter en phase avec le rayonnement avant. Elles sont construites sur le principe du résonateur d'Helmholtz qui est constitué d'un volume et d'un (ou de plusieurs) évent(s). L'évent est caractérisé par sa surface et sa longueur, ce qui définit un volume d'air y circulant et donc une fréquence propre ainsi que des résonances secondaires.
Le but d'une enceinte bass-reflex est que le haut-parleur puisse exciter l'évent (ou les évents) dans une partie de la bande passante où ce dernier voit son efficacité diminuer. Ainsi l'évent accumule de l'énergie et la restitue avec un décalage temporel, c'est pour cela qu'il y a une augmentation du délai de groupe sur les charges exploitant un résonateur, contrairement aux charges close ou pavillonnaire par exemple.

### Enceinte à radiateur passif

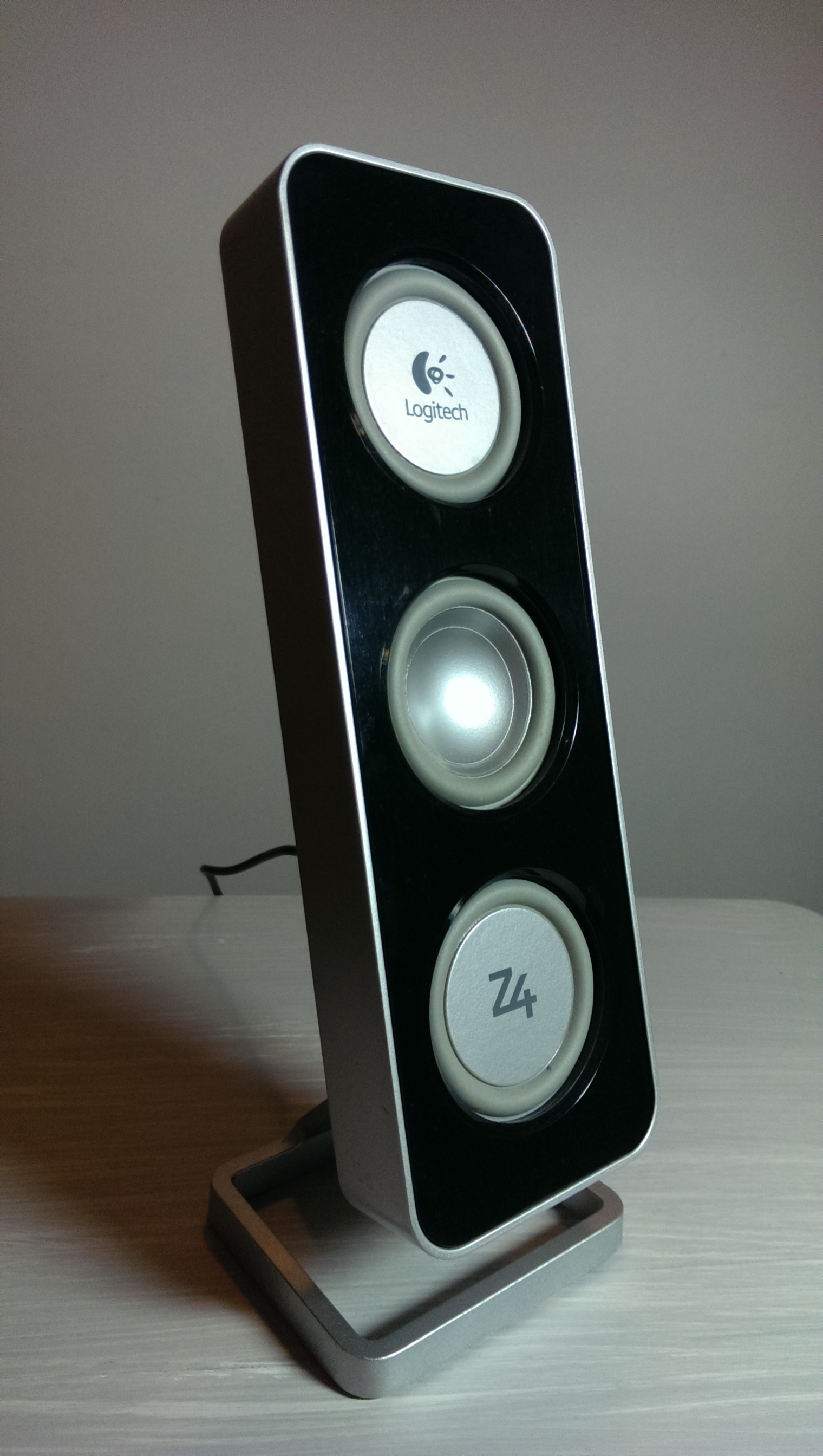
Enceinte satellite, dont les deux membranes du haut et du bas sont passives.

C'est une variante du bass-reflex, qui utilise un haut-parleur de basses démuni de moteur (bobine et aimant) à la place de l'évent. Le terme exact est « radiateur passif » ou « radiateur auxiliaire ». Elle permet une extension de la réponse grave, comme pour son homologue.
La membrane du haut-parleur passif agit de la même manière que l'évent d'une enceinte bass-reflex pour les fréquences basses, c'est-à-dire en résonnant à une fréquence précise, mais n'émet pas les fréquences moyennes, grâce à la masse de la membrane passive et la raideur de la suspension. 
L'avantage de ce genre de solution réside dans une réduction de l'encombrement, car l'évent sur une solution bass-reflex occupe une partie du volume qu'il faut déduire du volume interne utile. Autre avantage, aucun bruit d'écoulement n'entre en jeu, contrairement à un système bass-reflex. Ce type d'enceinte a également un meilleur rendement qu'une enceinte close, en particulier à la fréquence de résonance. L'inconvénient majeur est la difficulté de réglage, en effet on ne peut choisir la fréquence d'accord désirée, il faut faire avec la fréquence de résonance du radiateur passif. L'autre problème est les distorsions supplémentaires engendrées par la suspension et le spider du radiateur passif qui ne sont pas linéaires en fonction de l'élongation, problème qui s'accentue avec l'augmentation du débattement.

### Charge passe-bande

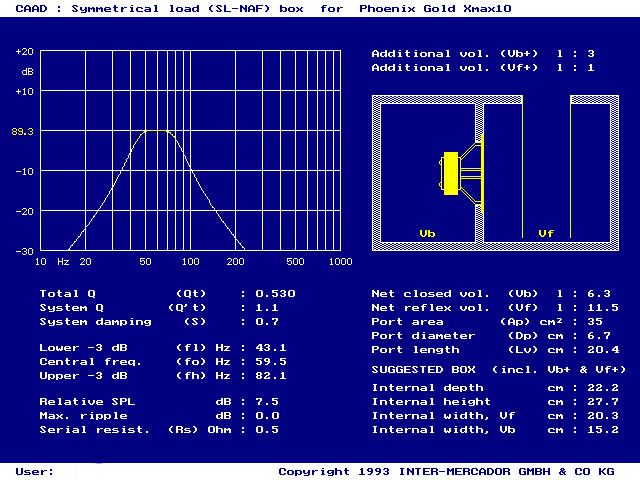
Principe et calcul d'une charge passe-bande pour un haut-parleur.

La charge passe-bande, dite aussi charge symétrique ou parfois charge Kelton, consiste à utiliser une enceinte munie d'une paroi interne, divisant le volume interne en deux, sur laquelle est montée le haut-parleur. Ce dernier est donc soumis à une charge acoustique aussi bien sur sa face avant que sur sa face arrière. Généralement le volume se trouvant sur sa face avant comporte un évent et c'est par cet évent que s'effectue l'émission sonore. Le volume arrière est presque toujours clos mais des formules plus complexes sont possibles.
Typiquement ce type d'enceinte présente une réponse similaire à celle d'un filtre passe-bande, d'où son nom. Le rayonnement n'étant effectué que par l'évent, il est exclusivement utilisé pour les caissons de grave car elle offre un filtrage acoustique naturel rendant moins nécessaire un filtrage électronique. Elle a aussi l'avantage, le haut-parleur se trouvant sur une paroi interne, de protéger totalement ce dernier d'un accident (coup, liquide ou autre).
Il en existe plusieurs types selon la configuration des charges et des évents, :
- Passe-bande du quatrième ordre, avec une charge close à l'arrière du haut-parleur et une charge bass-reflex à l'avant, c'est la plus courante ;
- Passe-bande du sixième ordre, avec les deux charges accordées en bass-reflex ;
- Passe-bande du septième ordre, avec une charge close à l'arrière, une charge bass-reflex à l'avant, qui donne sur une troisième charge bass-reflex.

### Enceinte ouverte (baffle plan et ses variantes)

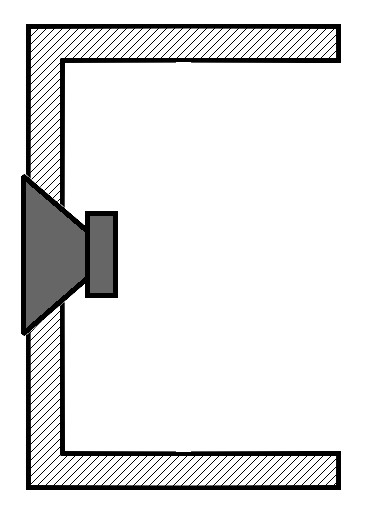
Baffle ouvert type U-frame.

C'est une enceinte ouverte sans fond ou simplement une plaque plus ou moins grande, qui sépare l'onde arrière du haut-parleur de l'onde avant, limitant ainsi le court-circuit acoustique. Le baffle doit être d’autant plus grand que l’on veut descendre en fréquence. Le court-circuit acoustique se produit tout de même aux basses fréquences, pour des longueurs d'onde qui dépassent la taille de la plaque.
Soit L la largeur de la plaque en mètres, et C la vitesse du son en mètres par seconde, le court-circuit acoustique se produit à la fréquence F = C/2L. 
Par exemple, pour une plaque de 1,5 m de large, et une vitesse du son de 343,4 m/s (à 20 °C), le court-circuit a lieu à F = 343,4/3 =114,5 hz.
En dessous de la fréquence du court-circuit acoustique, la réponse chute à raison de 6 dB/octave jusqu’à la fréquence de résonance (FS) du haut-parleur. En dessous de la fréquence de résonance du haut-parleur, la réponse chute à raison de 18 dB/octave.
Avec un haut-parleur qui a une fréquence de résonance à 57 Hz sur un baffle de 1,5 m de large par exemple, la courbe de réponse passe par -3 dB à 114,5 Hz, -9 dB à 57 Hz et -27 dB à 28,5 Hz. La réponse dans le grave est limitée. La pièce rajoute cependant un peu de grave à ces valeurs théoriques.
Cette réponse dans le grave n'est obtenue que si le haut-parleur a des caractéristiques adaptées à cette charge. Le coefficient de surtension total (QTS) doit être idéalement de 0,70[réf. nécessaire]. Il est possible de remonter le QTS d'un haut-parleur qui serait par exemple de 0,4 en mettant en série une résistance de quelques ohms, généralement de 3 à 8 Ω.
Pour les enceintes ouvertes sans fond, il faut veiller à ce que les côtés ne dépassent pas un quart de la largeur pour ne pas avoir un accident dans la courbe de réponse.
L'application typique des enceintes ouvertes sans fond est l'enceinte pour guitare électrique.
La bande passante peut être améliorée dans le grave par l'ajout d'un filtre passe-bas du premier ordre dont la fréquence de coupure est à peine supérieure à la fréquence de résonance du haut-parleur. Ainsi, la réponse devient linéaire entre la fréquence de coupure du baffle et la fréquence de résonance du haut-parleur. Cependant, l'enceinte subit une perte de rendement relativement importante qui nécessite donc un amplificateur puissant ou l'utilisation d'un haut-parleur à très haut rendement.
La réponse impulsionnelle est encore meilleure qu'en enceinte close. Mais attention à la réponse en peigne qu'engendre ce genre de charge, des variantes existent comme les U-frames, H-frames, entre autres.

### Enceinte à pavillon(s) ou à guide d'ondes

Fonctionnement d'un pavillon. A : le moteur à chambre de compression. B : le pavillon qui s'évase de plus en plus.

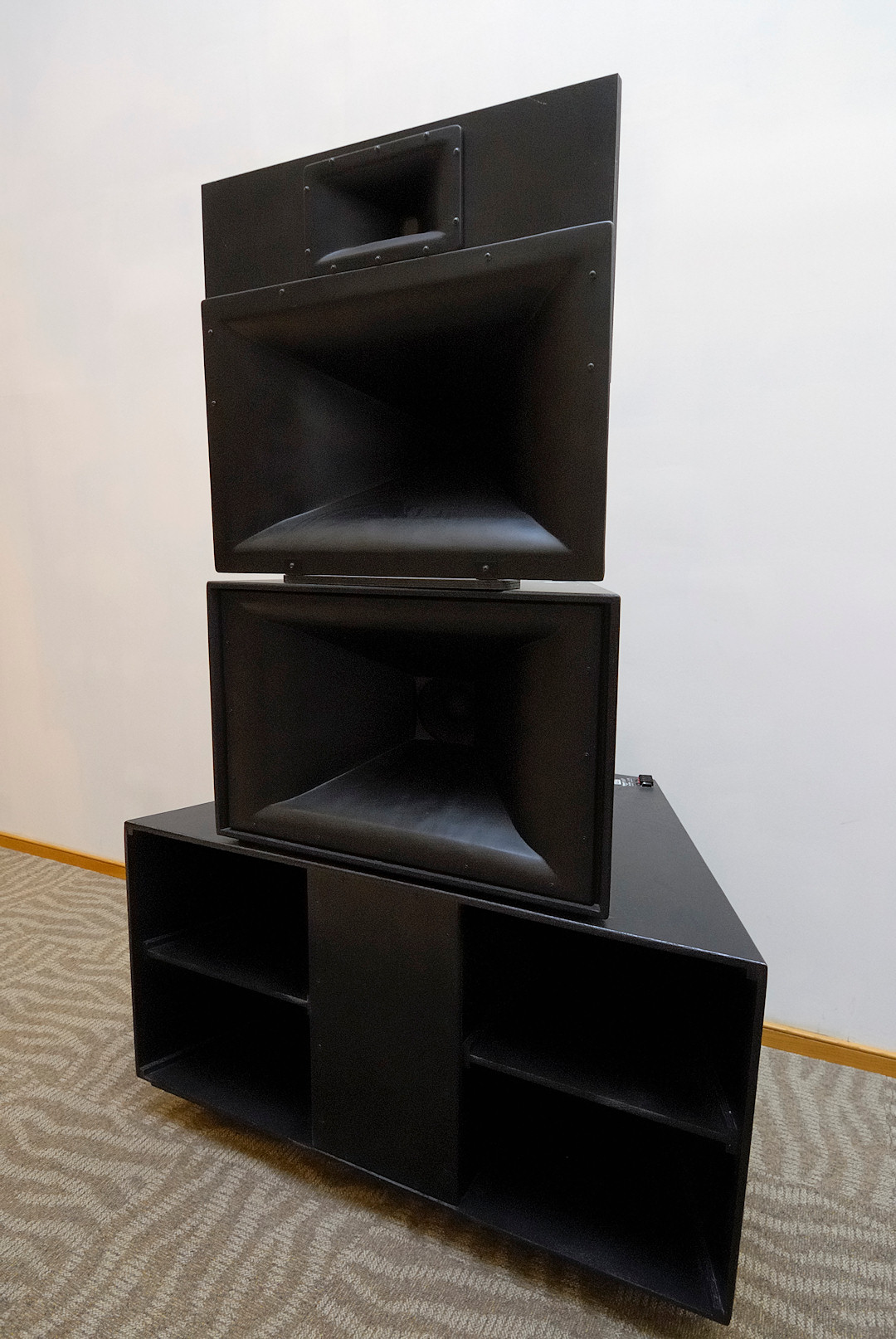
Enceinte à pavillons 4 voies Klipsch.

Quand on veut que sa voix porte loin, on met ses mains en entonnoir devant sa bouche. On réalise ainsi un pavillon. Dans la pratique, un système à pavillon, aussi appelé charge pavillonnaire, comporte un transducteur électrodynamique pourvu d'une membrane, généralement appelé « moteur » ou « moteur à compression », devant lequel on fixe un pavillon offrant les caractéristiques souhaitées (profil et angles de diffusion). L'entrée du pavillon est appelée « gorge » et sa sortie « bouche ».
Le principal intérêt du pavillon est d'améliorer le couplage avec l'air ambiant et donc l'efficacité. Ceci est réalisé grâce à une adaptation d'impédance entre la membrane émissive et l'air ambiant. Les vibrations du haut-parleur, de forte pression et de basse vitesse à la gorge du pavillon, sont transformées en vibrations de basse pression et de forte vitesse à la bouche. Par ailleurs on concentre l'énergie sur un angle d'émission plus étroit, et on peut contrôler sa directivité. C'est pourquoi ils étaient utilisés au tout début de la reproduction sonore avec les phonographes, quand les amplificateurs n'existaient pas. La vibration de l'aiguille dans le sillon fait directement vibrer une petite membrane, la vibration est amplifiée par le pavillon en concentrant toute l'énergie acoustique émise dans un angle plus restreint. Plus tard, les premiers amplificateurs étant de très faible puissance, les pavillons restaient indispensables pour avoir un niveau sonore suffisant. 
L'époque du début du cinéma parlant fut celle des pavillons, pour sonoriser des salles de 1000 ou 1500 places avec des amplificateurs de 10 ou 20 W seulement. Plusieurs pavillons se partageaient le spectre sonore du grave à l'aigu. C'est toujours le cas de nombre d'installations sonores pour cinémas.
Les systèmes de sonorisation utilisent presque tous des pavillons (ou des guides d'ondes dans le cas des line array), du moins pour les fréquences médianes et hautes. C'est en effet la seule technique qui permet d'obtenir les niveaux sonores très élevés exigés par la sonorisation de puissance pour les concerts et autres manifestations similaires.
En haute fidélité, à part une très petite minorité de passionnés qui les utilisent encore sur un système complet avec plusieurs pavillons du grave à l'aigu, ils sont surtout utilisés dans la reproduction des médiums/aigus. Les moteurs à compression sont équipés d'un pavillon qui assure le couplage à l'air ambiant. Pour les tweeters on use parfois d'un guide d'ondes ou d'une amorce de pavillon. Afin d'éviter une trop forte directivité, certains pavillons sont munis de fentes de diffraction ou de lentilles acoustiques afin de maintenir un angle d'émission suffisamment large.
Les principaux avantages restent l'augmentation de la sensibilité dans un axe plus restreint et un contrôle de la directivité dépendant du profil utilisé. Les systèmes à pavillons permettent d'obtenir, ou même de dépasser, pour l'ensemble du spectre sonore une efficacité d'environ 105 dB/2,83 V/1 m impossible à atteindre par d'autres techniques. Dans l'aigu, un système à pavillon peut atteindre des valeurs de l'ordre de 120 dB/2,83 V/1 m.
Sans entrer dans le détail, pour un même profil de pavillon, la taille de bouche et la longueur de pavillon dictent la fréquence basse qu'il est capable de reproduire. La gorge fixe la capacité à reproduire les fréquences aiguës sans voir une directivité devenir trop forte (plus l'entrée est petite plus l'aigu aura un rayonnement large).
Le profil du pavillon, c'est-à-dire la façon dont il s'élargit de la gorge à la bouche, est déterminé par sa « formule d'expansion ». Cette formule mathématique a une influence sur la directivité, la bande passante et la distorsion finales. Les formules les plus courantes sont : conique, exponentielle, hyperbolique, parabolique, à directivité constante et de type Tractrix.

### Simulateur de charge infinie

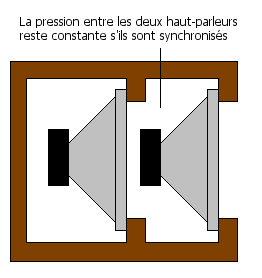
Caisson isobarique.

Baptisée isobaric par les anglo-saxons, cette charge consiste à utiliser deux haut-parleurs identiques et à les faire fonctionner ensemble l'un derrière l'autre, avec un volume clos entre eux (qu'il conviendra de minimiser pour bénéficier réellement des avantages de la charge). Isobarique signifie une pression constante en référence à l'air emprisonné entre les deux haut-parleurs. L'un des haut-parleurs rayonnera donc vers l'extérieur tandis que l'autre voit son rayonnement amorti à l'intérieur. Le niveau sonore et la bande passante restent identique à l'usage d'un seul haut-parleur, aucune modification de FS ou QTS, seul le paramètre VAS du haut-parleur est divisé par 2. Ceci permet donc de réduire la taille du coffret par 2 (hors charge isobarique). Il est possible aussi de placer les haut-parleurs aimant contre aimant ou membrane contre membrane (en inversant la polarité d'un des haut-parleurs, pour que le sens de déplacement des membranes ne soit pas en opposition). Le but est de réduire les distorsions en linéarisant l'élongation par l'asymétrie de déplacement.

### Push-pull
Il s'agit de faire rayonner deux haut-parleurs physiquement montés en sens contraire, mais câblés pour que les mouvements de membranes ne soient pas en opposition. Les deux haut-parleurs rayonnent vers l'extérieur, l'un par le côté membrane, l'autre par le côté aimant. Ils sont physiquement montés dans un même volume de charge. Le but est de réduire les distorsions causées par l'excursion de la membrane, grâce à la symétrie des deux haut-parleurs.

### Les autres types de charge
Il en existe de toutes sortes ; voici une liste à explorer sachant que souvent la complexité est supérieure aux autres solutions précédentes et que les gains en performances ne sont pas souvent exceptionnels et le côté qualitatif est souvent bien inférieur. Il faut donc bien comprendre le pourquoi de l'usage de ces charges exotiques qui visent souvent une application particulière et/ou la coloration du son ne pose pas de problème :
Long horn, short horn, Scoop/toboggan, Tapped horn, passe-bande 6th order, Hybride, Band pass horn, Manifold, Planar, Rear load horn, ligne de transmission, etc.

## Format des enceintes

### Enceinte satellite

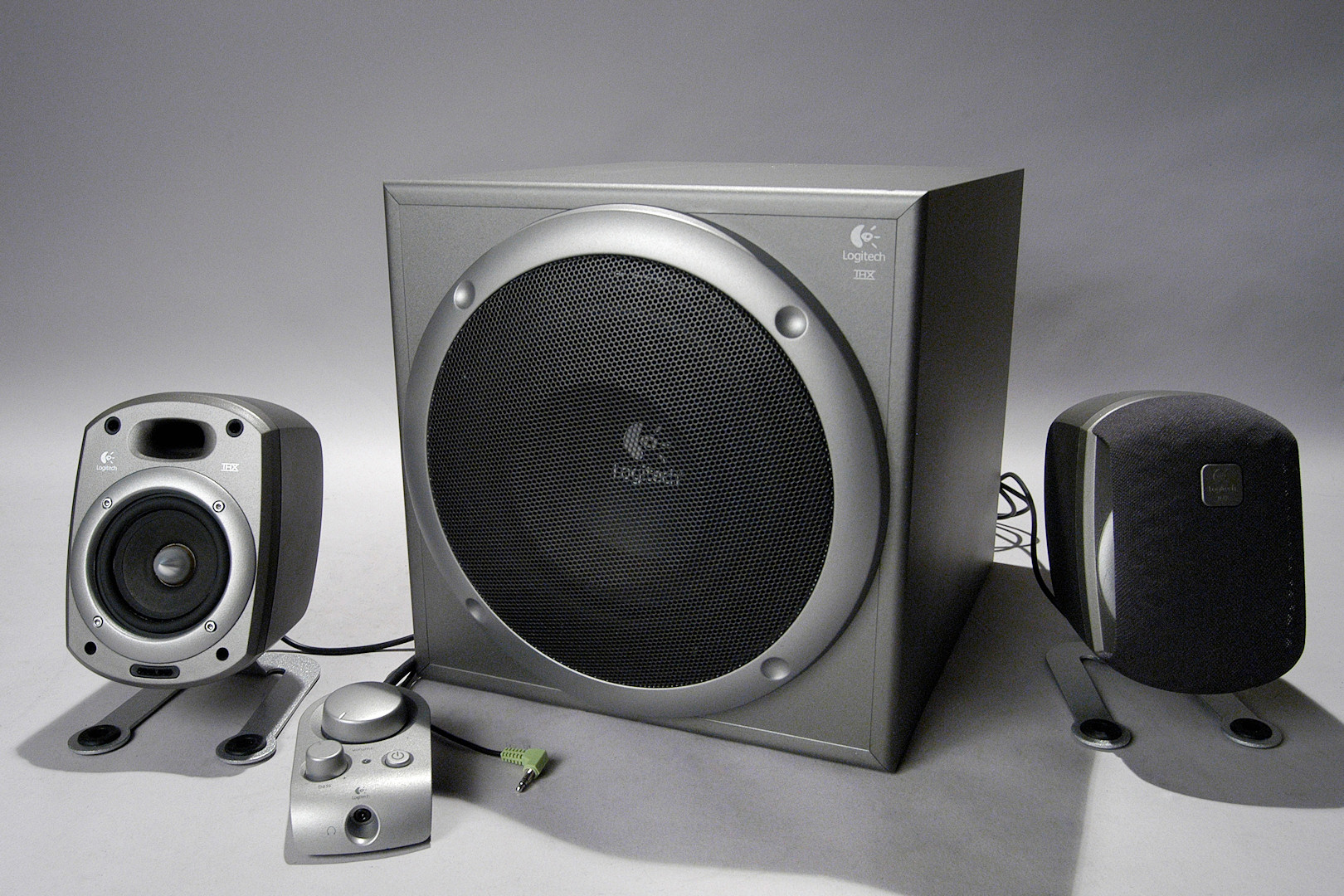
Système d'enceintes multimédia 2.1 pour ordinateur, constitué d'un caisson de graves et de deux satellites.

Le terme « satellite » se rapporte à des enceintes acoustiques généralement de petite taille conçues pour être utilisées en association avec un caisson de grave. Le terme vient de la comparaison avec un satellite qui tourne autour d'un astre dont il dépend. Les satellites reproduisent généralement les sons medium à aigus, et le caisson les sons graves. Ce système est largement employé aussi bien dans le monde de la haute-fidélité que de la sonorisation, du home cinéma et des enceintes multimédia pour ordinateurs. On parle par exemple de système acoustique 2.1 (deux enceintes satellites, un caisson de grave) ou encore de 5.1 (cinq satellites, un caisson de grave).
Il ne faut pas confondre la configuration du système acoustique et le nombre de canaux audio de la source (DTS 5.1, Dolby Digital 5.1) qui n'ont rien à voir : un système 2.1 est généralement utilisé pour restituer une source stéréo (deux canaux) tandis que, dans le cadre du home cinéma, les systèmes 5.1 ou 7.1 prennent en compte les signaux multicanaux (Dolby Digital, DTS, etc.).
Dans les configurations 5.1 ou 7.1, utilisées dans le home cinéma, les satellites sont placés autour de l'auditeur de manière qu'il puisse discerner des sons provenant de l'avant (dialogues par exemple), de sons provenant des côtés ou de l'arrière. Cela participe à l'immersion dans le film.

### Enceinte colonne

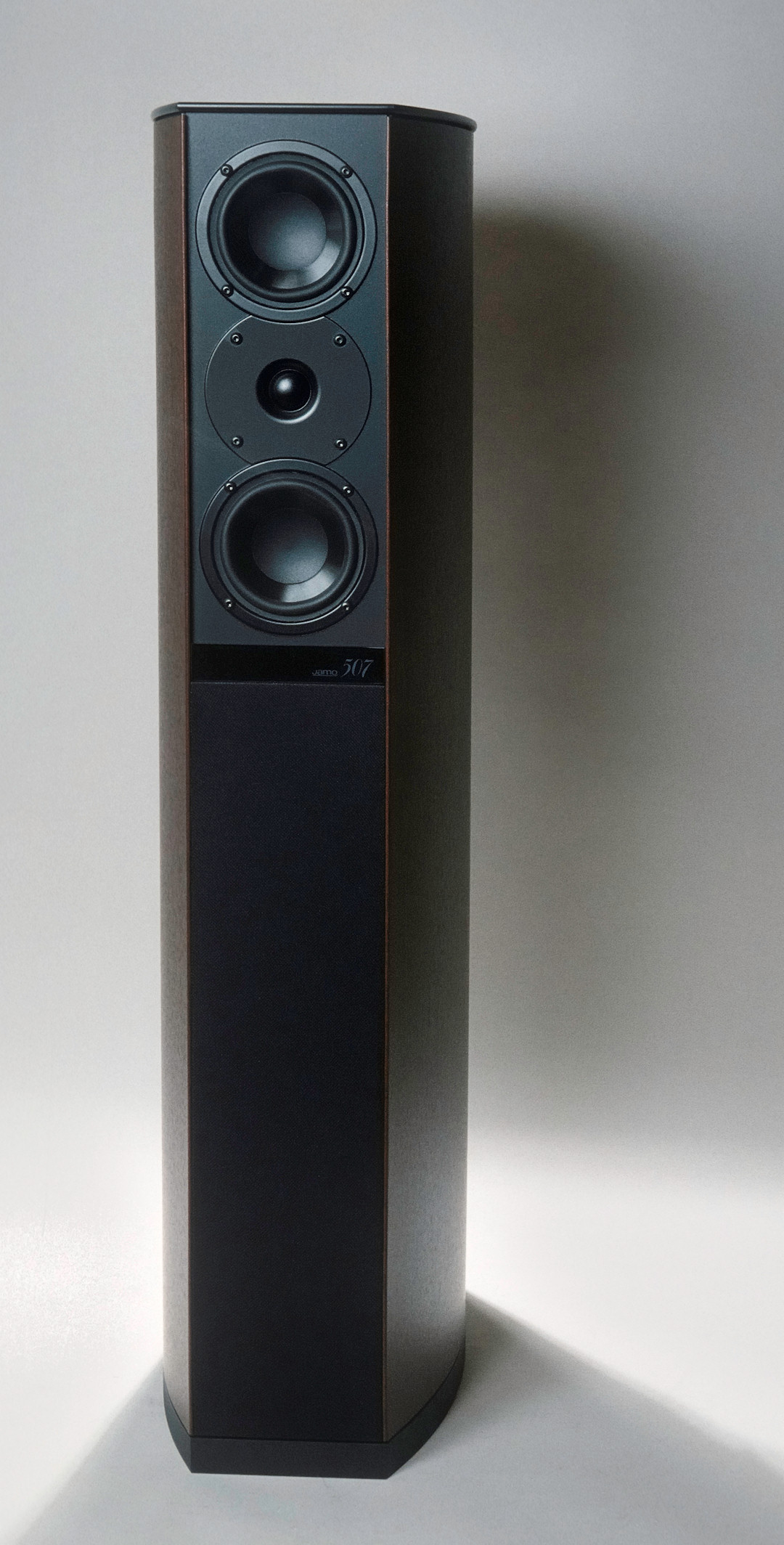
Enceinte colonne Jamo 507.

Comme son nom l'indique, une enceinte colonne est un modèle beaucoup plus haut que large destiné à être posé directement sur le sol. En effet, une enceinte classique demande à être posée sur un support (support spécial, meuble, etc.) afin que l'émission sonore du haut-parleur de grave ne soit pas perturbée par la proximité du sol et que les haut-parleurs de médium et d'aigu se trouvent sensiblement à la hauteur des oreilles des auditeurs. Dans une telle configuration, le volume se trouvant entre l'enceinte et le sol est souvent « perdu ». L'idée de l'enceinte colonne est d'utiliser ce volume pour augmenter celui de l'enceinte sans que son encombrement augmente. Ce sont généralement les modèles qui offrent le meilleur rapport entre l'étendue et l'ampleur de la restitution du grave et l'encombrement puisque tout volume occupé est utilisé comme charge acoustique. Il n'y a plus également à se soucier de trouver un support adapté.
Couramment utilisées en hi-fi, elles servent aussi souvent en home cinema en tant qu'enceintes gauche et droites, accompagnées d'une enceinte centrale, d'enceintes surround et, parfois, d'un caisson de grave.

### Enceinte bibliothèque

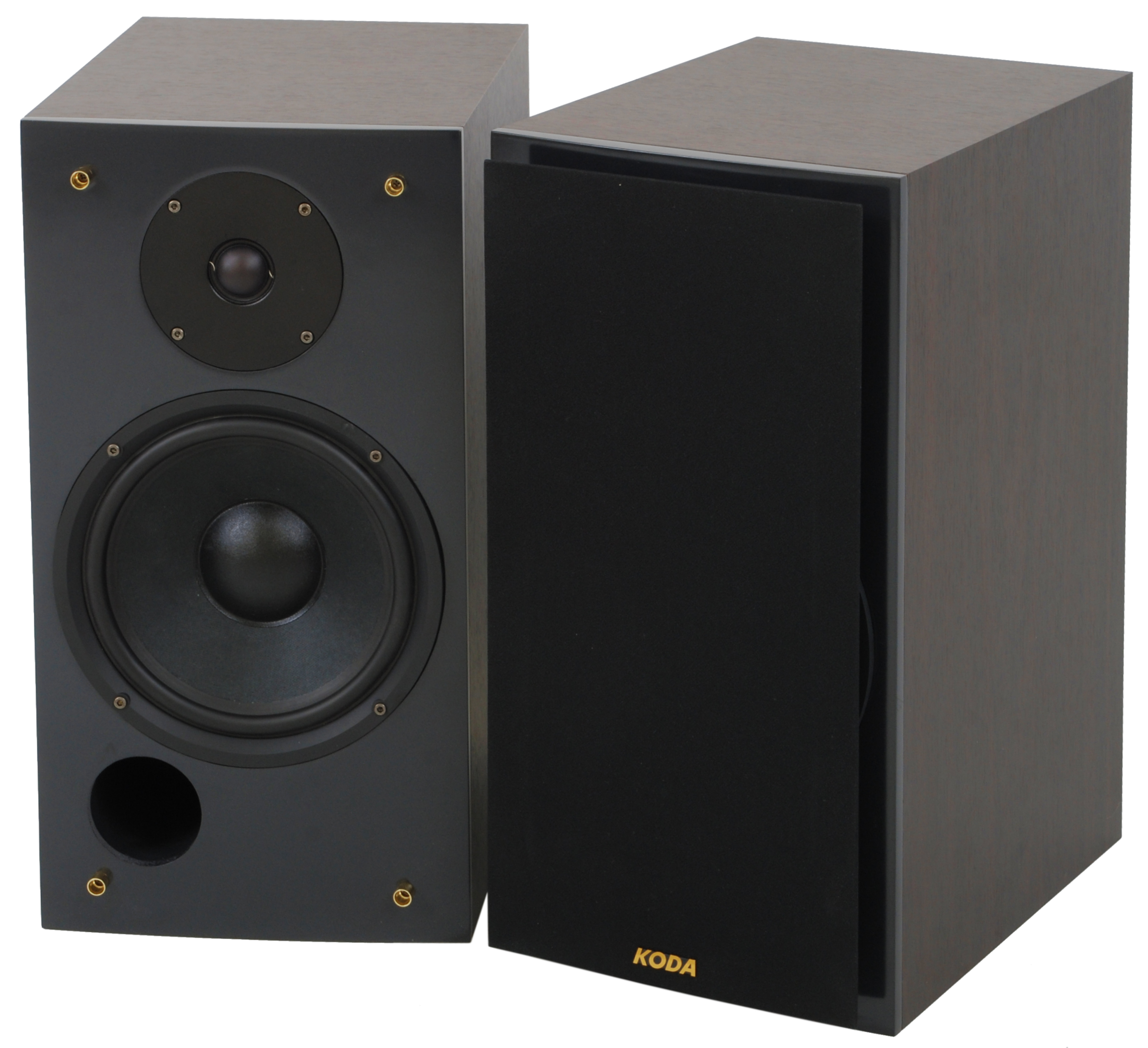
Paire d'enceintes bibliothèque, l'une sans son cache, l'autre avec.

L'enceinte bibliothèque (en anglais : bookshelf), ou « enceinte compacte », est un modèle de petite taille destiné à l'origine, comme son nom l'indique, à être placé sur les rayons d'une bibliothèque. Ce type d'enceinte est particulièrement adapté pour ceux qui n'ont pas beaucoup de place à leur accorder. Elles peuvent également être placées sur des pieds adaptés afin d'être situé à hauteur des oreilles, sans pour autant avoir à les loger sur un meuble. Ces enceintes sont très couramment de type deux voies, avec un tweeter et un boomer. Elles comportent également souvent un évent bass-reflex, positionné soit à l'avant, soit à l'arrière pour gagner de la place sur la face avant.
En comparaison des colonnes, elles sont souvent plus limitées dans l'extension et le volume du grave, et sont plus adaptées pour sonoriser des pièces de taille plus réduites. Elles peuvent être utilisées en stéréo, mais également à l'arrière en tant qu'enceintes surround dans une configuration home cinema.

## Utilisation

### Moniteur

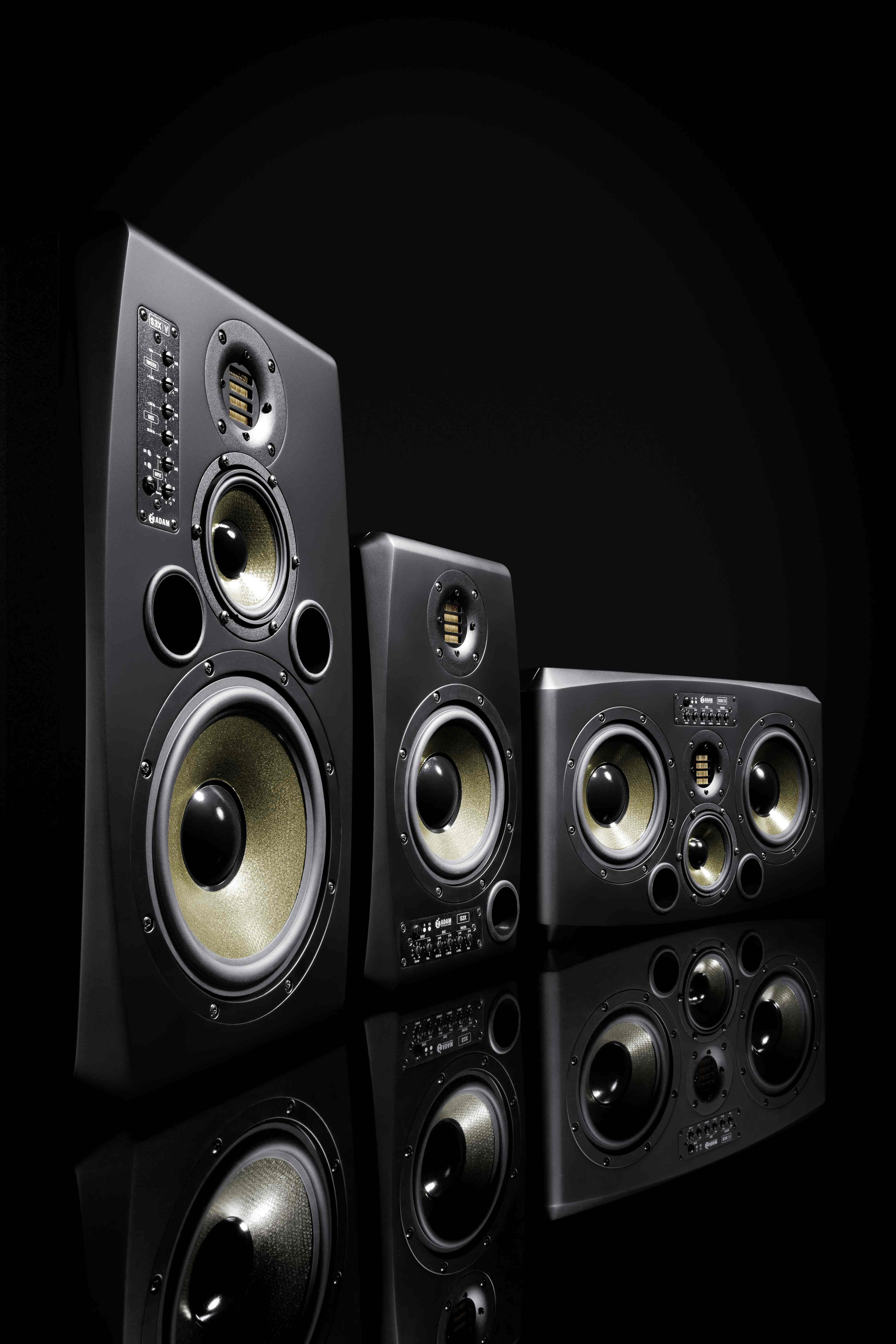
Moniteurs de la marque Adam Audio.

Le moniteur, également souvent appelé « enceinte de monitoring », « enceinte de contrôle » ou encore « écoute » dans le jargon professionnel, est une enceinte destinée à l'écoute dans un contexte professionnel : studio d'enregistrement, de mixage, de mastering, studio de radio ou de télévision. Le moniteur est généralement utilisé pour avoir un aperçu objectif d'une modulation audio, les constructeurs tentant lors de son développement d'obtenir une restitution aussi neutre que possible. Les moniteurs sont essentiellement utilisés pour repérer et corriger plus facilement les défauts d'un document audio, via la mise en valeur des défauts et la bonne spatialisation du son. Ils doivent également présenter le moins de distorsion possible et une bonne dynamique. Rien n'empêche par ailleurs de les adopter, dans un environnement domestique, pour l'écoute de loisir. 
Les moniteurs sont en général des enceintes actives et à filtre actif, et disposent donc souvent d'un module d'amplification par voie. Cela leur permet de ne pas être dépendant d'une alimentation externe, et d'être calibrées afin d'obtenir une réponse en fréquence la plus linéaire possible. Elle disposent en outre souvent de boutons de réglage qui permettent d'adapter leur courbe de réponse à l'acoustique de la pièce d'écoute.
Il existe trois grands types de moniteurs : les moniteurs de proximité (near field), les moniteurs intermédiaires (mid field) et les « grandes écoutes » ou écoutes principales (far field : longue distance). Chacun de ces types est déterminé par la distance d'écoute prévue, mais d'autres facteurs sont à prendre en compte comme l'étendue de la réponse dans le grave et le niveau maximal possible.
Le positionnement des moniteurs principaux se fait avec beaucoup de soin dans le cas d'un studio de prise de son dont l'acoustique a été étudiée et traitée. En revanche, les moniteurs de proximité sont d'une mise en œuvre plus simple : en principe, ils sont utilisés en champ proche donc dans des conditions où l'acoustique de la pièce intervient peu. Ils doivent être dirigés vers l'auditeur selon un triangle équilatéral : c'est la base d'une restitution stéréophonique correcte.

### Enceinte Hi-Fi
L'enceinte hi-fi (haute fidélité) décrit par abus de langage une enceinte destinée à un usage domestique et censée restituer un son fidèle à l'original. Dans les faits, les critères permettant de qualifier une enceinte de « Hi-Fi » sont assez vagues et tiennent surtout à l'usage qui en est fait : écoute domestique de loisir avec un souci de conformité à l'enregistrement original,.
Ce qui semblerait une définition contraire à la hi-fi est en fait une aubaine pour les constructeurs et pour l'auditeur. En effet, le son est une perception humaine qui traverse plusieurs filtres subjectifs. Pour autant, chacun attend vraisemblablement que l'enceinte produise du « bon son », alors qu'en réalité, on attend souvent qu'elle produise le son qu'on aime. Les goûts variant suivant les époques, les pays, le milieu social ou culturel, les constructeurs vont avoir tendance à paramétrer les enceintes Hi-Fi pour qu'elles produisent un son conforme aux goûts, réels ou supposés, du public visé. Les goûts variant également selon les individus, il existe une grande variété d'enceintes qui répondent à toute une gamme d'attentes et d'exigences de la part de l'auditeur (selon les genres musicaux, les préférences en termes de sonorités, l'usage, etc.).

### Retour

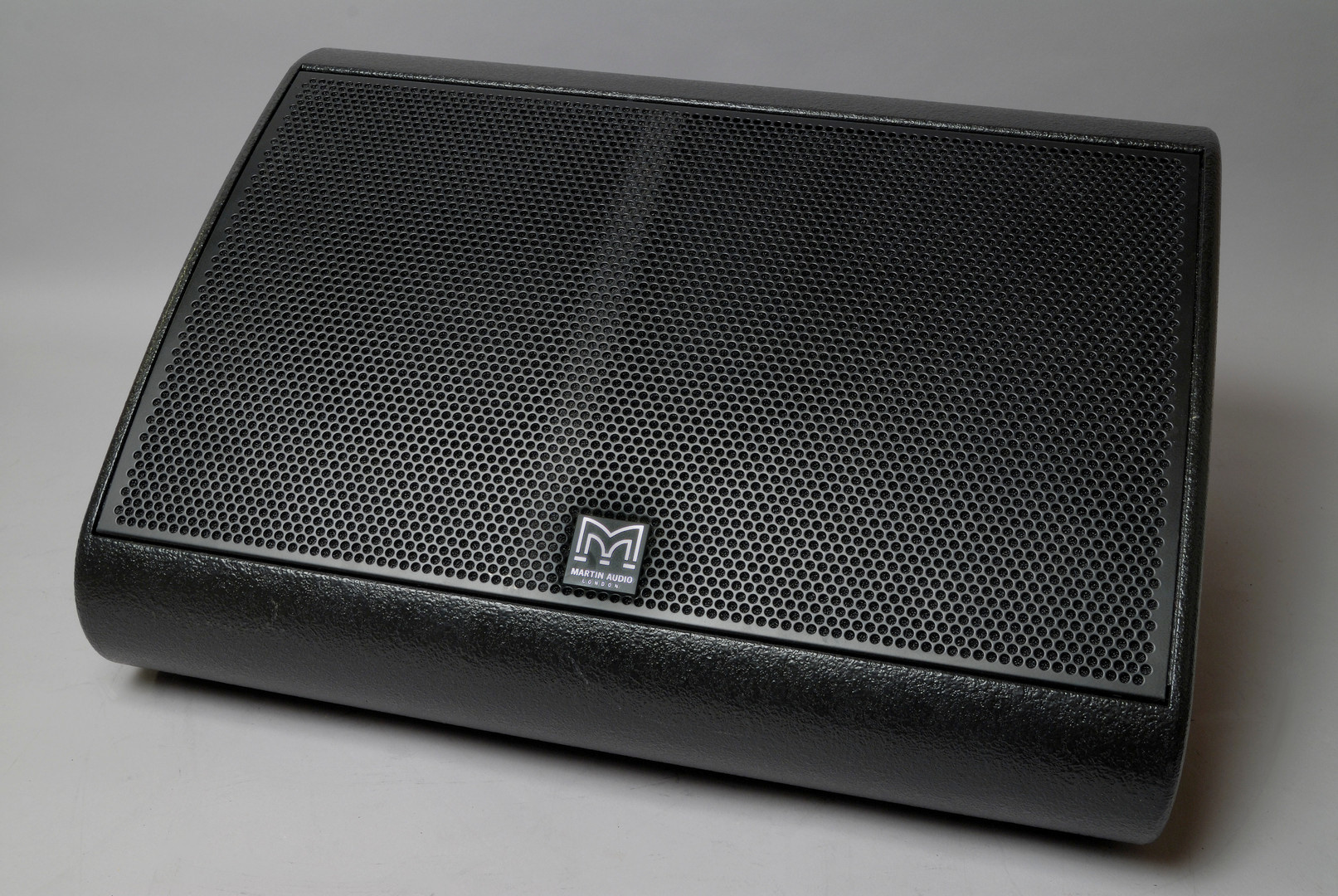
Enceinte de retour de scène Martin Audio LE1200.

Les enceintes de retour sont des enceintes dédiées au retour de son des musiciens ou artistes sur scène. Elles permettent aux personnes sur scène de disposer d'une écoute individuelle afin d'entendre ce qui se passe collectivement. Elles peuvent retransmettre le même mix que les enceintes de façade, mais pour des scènes importantes ou avec beaucoup de musiciens, une console appelée « console de retour » peut être dédiée au mixage des retours.
Elles sont généralement conçues avec un pan coupé afin de diriger le son vers les oreilles des musiciens une fois posées au sol. En raison de cette disposition, elles sont parfois appelées « bain de pied », « stage monitor » ou « wedge ». En dehors des modèles spécifiquement prévus pour cet usage, de nombreuses enceintes d'usage général sont pourvues d'un pan coupé afin de pouvoir être utilisées aussi bien en diffusion générale qu'en retour.
En principe, il faut éviter que les micros situés sur scène soit trop proches des enceintes de retour, pour éviter que se produise un effet Larsen, c'est-à-dire une boucle entre un micro, et le son amplifié et retransmis par une enceinte à ce même micro, ce qui produit un sifflement strident. Les retours de scènes doivent être placés en fonction de la directivité des micros de manière à éviter ce phénomène.

### Caisson de grave (subwoofer)

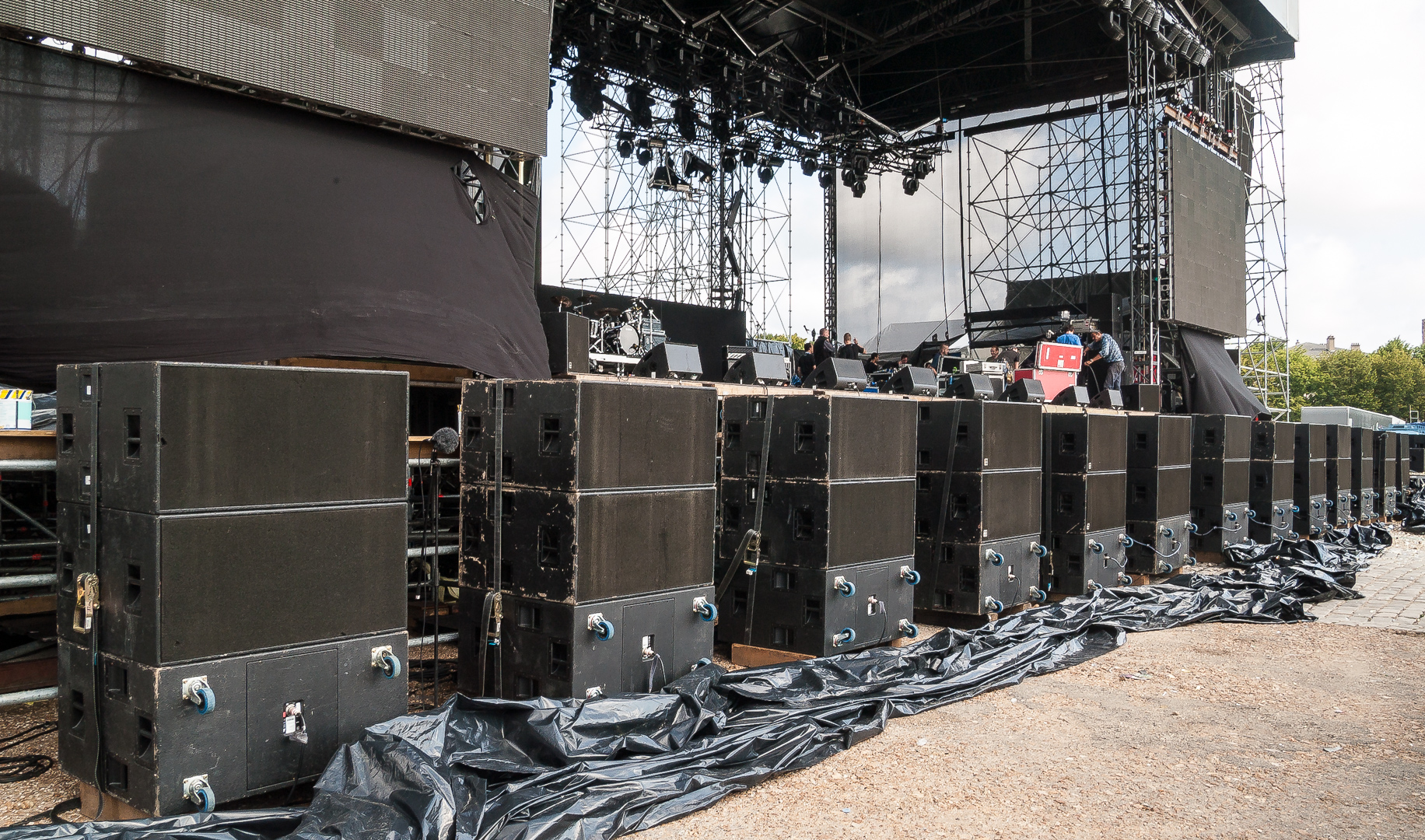
Série de caissons de grave devant la scène lors d'un concert.

Le caisson de grave ou caisson de basses (subwoofer en anglais) est une enceinte spécialisée dans la reproduction des fréquences les plus basses du spectre sonore (inférieures à 150 Hz environ).
Il existe trois cas d'utilisation de caisson de basses pour l'extension de la bande passante d'enceintes existantes, que ce soit en stéréophonie ou en home cinema, ceci nécessite un filtrage répartiteur entre les enceintes large bande et le caisson (c'est le « bass-management » des processeurs home cinema). Pour la prise en charge de canal LFE (Low-frequency effects) des bandes sonores de films. Dans ce cas, la bande passante des formats Dolby Digital et DTS est de 3 à 120 Hz, le caisson doit donc pouvoir descendre le plus possible dans le grave (en fait les bandes sonores descendent rarement sous 20 Hz). Pour obtenir des niveaux sonores très élevés et une meilleure répartition du grave en sonorisation professionnelle. En pratique, les sonorisations de grande ampleur utilisent systématiquement des caissons de grave.
Les caissons de grave grand public ont la plupart du temps un amplificateur-filtre incorporé, celui-ci permet la gestion d'un ou plusieurs paramètres :
- La fréquence de coupure : haute pour le recoupement avec les autres enceintes, en extension de bande passante, basse pour la protection du haut-parleur ;
- Le niveau relatif du caisson vis-à-vis des autres enceintes ;
- La phase relative aux autres enceintes ;
- Le filtre subsonique pour limiter les fortes excursions dans les très basses fréquences.

Le couplage du caisson avec la pièce d'écoute, suivant son emplacement, modifie le niveau possible et la répartition des fréquences basses dans la pièce.  Objectivement, l'emplacement qui offre la meilleure répartition du niveau sonore dans la pièce est l'encoignure. Ce point a été parfaitement démontré par Alain Pouillon-Guibert (fondateur de la société APG) dans une série d'articles de la revue Sono Magazine. Le même point de vue se trouve chez certains fabricants d'enceintes acoustiques et caissons de grave comme Focal. Naturellement, la réduction de l'angle solide d'émission qui passe de 2Pi (terme anglais : 1/2 space) à Pi/2 (terme anglais : 1/8 space) amène une augmentation du niveau qui doit être compensée lors des réglages.

### Enceinte de diffusion
Une enceinte de diffusion est le nom que l'on donne à une enceinte dont le but est de sonoriser un espace plus ou moins important à destination d'un public : grandes surfaces, salles de spectacles, salles de réunions, évènements divers en salle ou en plein air. Elle s'oppose ainsi aux enceintes présentes (en fonction de la conception et de l'ampleur de l'installation) dans les circuits de retour, de contrôle, d'ordre et de sécurité.

### Enceinte de rappel ou relais
Les enceintes de rappel (ou de relais) servent à renforcer le son pour des évènements en plein air ou dans de grandes salles : elles permettent au public du dernier rang d'entendre sans que le premier rang soit assourdi. Dans les installations de grande ampleur, on les alimente avec une ligne à retard, qui, comme son nom l'indique, retarde le signal de quelques millisecondes afin d'éviter l'impression d'écho. En effet, sans cet artifice, le son de la « façade » - les enceintes situées au niveau de la scène - arriverait aux spectateurs les plus éloignés avec un retard proportionnel à la distance façade-relais.
Il ne s'agit que fort rarement d'un type d'enceinte spécifique mais d'un mode d'utilisation d'enceintes acoustiques classiques.

## Compléments

### Enceinte coaxiale

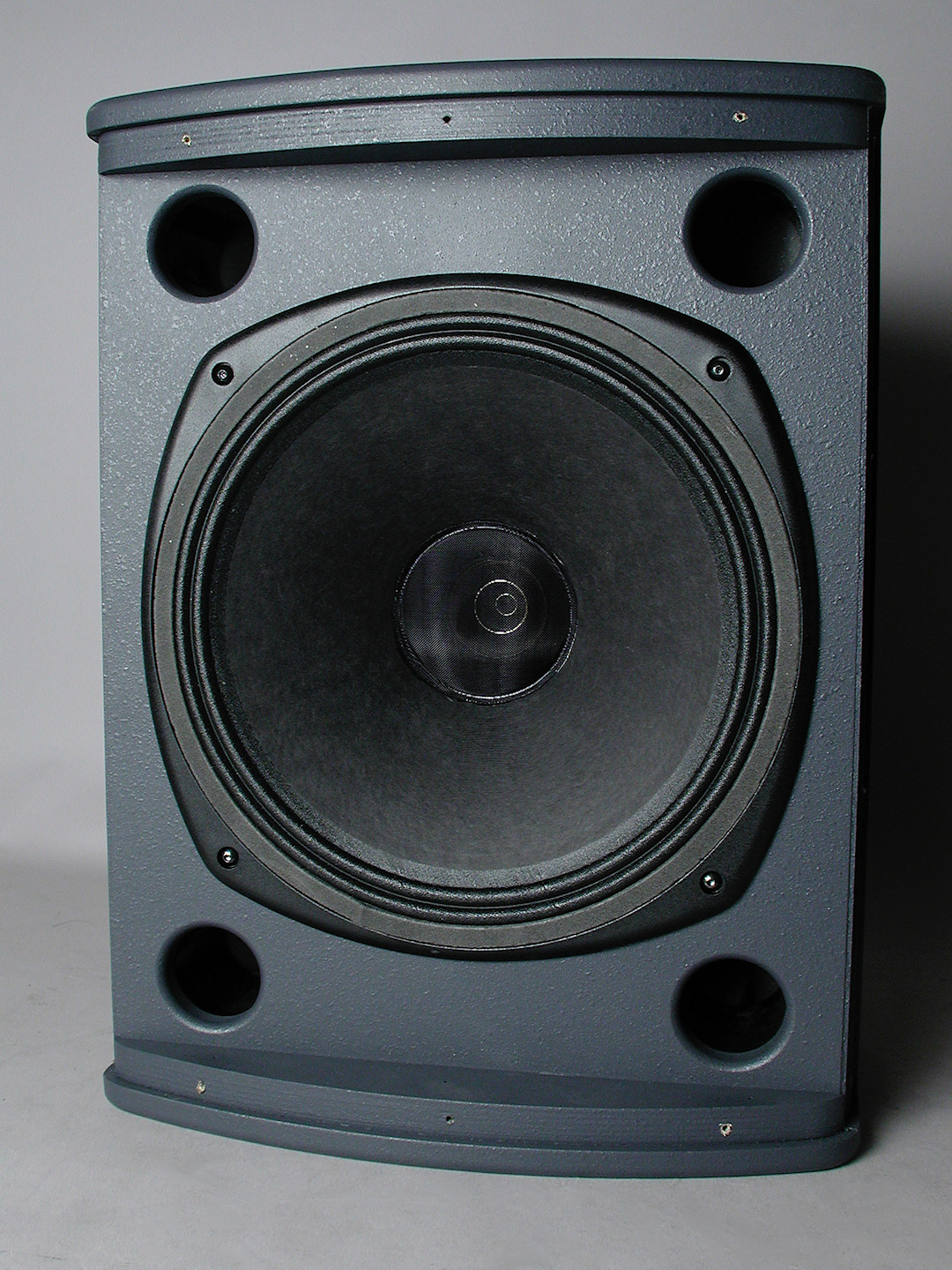
Enceinte Tannoy T12 à haut-parleur coaxial.

Le terme est incorrect dans le cas d'un bafflage plan, il s'agit en fait d'une enceinte qui utilise un haut-parleur coaxial. Ce type de haut-parleur intègre un haut-parleur d'aigu au centre du haut-parleur principal, dans le même axe. Ce principe permet d'avoir un centre acoustique en un seul point. Le but recherché est une meilleure cohérence de la diffusion et un alignement temporel qui ne varie pas selon l'angle d'écoute. Pour les enceintes professionnelles, il s'agit surtout d'obtenir une directivité conique cohérente sur un grand angle, évitant de gros accidents de la réponse en fonction de la disposition de l'enceinte. De plus, ces enceintes sont plus compactes. La forme conique du boomer dans lequel est placé le transducteur aigu constitue un pavillon pour celui-ci, bien qu'un véritable pavillon puisse être utilisé en supplément du haut-parleur de grave. La marque écossaise Tannoy (en) a été l'inventeur et la principale initiatrice de ce principe aujourd'hui utilisé par de nombreux fabricants d'enceintes acoustiques professionnelles comme L-Acoustics (en), APG, etc. Il est également présent dans le monde de la haute fidélité, chez Tannoy et Kef par exemple.
Le terme peut aussi s'appliquer aux enceintes omnidirectionnelles constituées de haut-parleurs positionnés horizontalement et alignés sur l'axe de révolution de l'enceinte. La particularité de ces enceintes est d'émettre le son dans toutes les directions grâce aux diffuseurs situés en regard des membranes.

### Réalisations personnelles (DIY)
Le prix des enceintes acoustiques étant souvent très élevé, il est tentant de les fabriquer soi-même pour réaliser des économies. C'est souvent une fausse bonne idée, le prix de revient étant rarement attractif en termes de rapport qualité/prix. Les réalisations personnelles ne sont économiquement viables que lorsqu'il s'agit d'essayer de mettre ses éventuelles idées en pratique ou de fabriquer des modèles qui vous conviennent exactement (espace disponible, intégration dans une décoration, techniques particulières)[réf. nécessaire]. En revanche, le plaisir de construire soi-même est à considérer à défaut d'être économiquement quantifiable.
Il faut distinguer au moins deux démarches pour fabriquer ses enceintes :
- La conception complète en choisissant des haut-parleurs et en concevant un filtre et une caisse : cela suppose une excellente connaissance du sujet ! Cette démarche risque d'être longue et coûteuse puisqu'il faut envisager essais et erreurs.
- La réalisation pratique d'une enceinte dont on a le schéma, les plans ou même l'ensemble des éléments nécessaires. Dans ce dernier cas, on parle de kit et l'opération est à la portée de tout bricoleur soigneux. En revanche, pour la finition, le résultat esthétique dépendra des capacités de chacun.

Il subsiste des magasins spécialisés proposant des haut-parleurs séparés, des composants ou accessoires ainsi que des kits pour la réalisation d'enceintes acoustiques.

### Association d'enceintes
Plusieurs enceintes acoustiques peuvent être raccordées sur un canal d'amplification. Les règles à suivre pour de tels raccordement sont simples : l'impédance résultant d'une association d'enceintes doit être conforme à l'impédance de charge spécifiée par le constructeur de l'amplificateur. En pratique, égale ou supérieure à l'impédance de charge minimale acceptée.
Pour le calcul de l'impédance de charge résultant d'une association d'enceintes, ce sont les règles de circuits série et parallèles qui s'appliquent. Ainsi, par exemple, deux enceintes d'impédance nominale 8 Ω associées en série donnent une impédance de 16 Ω, associées en parallèle elles offrent une impédance équivalente de 4 Ω. Il est possible de combiner des associations série et parallèle si le nombre d'enceintes est important. 
Les associations d'enceintes sont une pratique courante et normale dans le monde de la sonorisation. En revanche, pour l'écoute haute fidélité, c'est une pratique à proscrire : la multiplication des enceintes et donc des sources sonores sans contrôle de leur zone de diffusion crée des interférences préjudiciables à la qualité de la reproduction sonore.

## Diffusion du son
La diffusion du son subit les lois ondulatoires (voir optique physique en considérant le son comme de la lumière) :
- Pour une source à rayonnement sphérique (dès que l'on se trouve à une distance grande en comparaison de la taille de la source), la puissance acoustique d'un son (W) est divisée par quatre lorsque la distance est multipliée par deux (la puissance de la source est répartie sur une surface quatre fois plus grande) mais sa pression acoustique (Pa) est divisée par deux seulement, ce qui engendre une diminution du niveau sonore (Lp) de 6 dB. Les sources à rayonnement cylindriques (exemple : bruit de route ou enceintes « lignes sources » dites line array) ne perdent que 3 dB lorsque l'on double la distance.
- Le son est homogène en intensité dans le cône d'émission du haut-parleur.
- Plus un son est aigu, plus il est directionnel : il a tendance à se propager en ligne droite.
- Les infra-sons se propagent surtout par le sol.
- Les sons aigus sont plus sensibles aux obstacles sur leur chemin. Ils ont tendance à perdre en intensité plus rapidement que les graves. Afin d'éviter au maximum les obstacles, on surélève les enceintes par rapport au public.
- À forte puissance, les enceintes interfèrent avec leur support : c'est une des raisons pour lesquelles on les suspend.
- Au-delà de 110 dB, le son est considéré comme dangereux (limiteurs dans les baladeurs et détecteurs dans les salles de concert).
- En un point où deux signaux arriveront en opposition de phase, aucun son (ou du moins un son très affaibli) ne sera perçu par l'oreille, pour éviter ce phénomène, on fait attention au positionnement des différentes enceintes.

## Confort
L'utilisation des enceintes à niveau sonore élevé peut devenir une nuisance pour les voisins si l'immeuble est insuffisamment isolé. Pour limiter la transmission des vibrations vers la structure du bâtiment, il convient d'intercaler un support résilient entre l'enceinte et son support. 
Les pointes rigides dites « pointes de découplage » ne conviennent pas pour cet usage, leur rôle étant au contraire de renforcer le couplage en vue de faciliter l'évacuation de l'énergie vibratoire de l'enceinte à travers le plancher.
Les supports résilients sont le plus souvent des plots antivibratiles. Ils améliorent l'isolation avec les appartements voisins en formant une rupture du pont phonique qui réduit la transmission entre l'enceinte et la structure porteuse. En contrepartie, les vibrations de l'enceinte ne sont pas évacuées, au détriment de la qualité du son.